# Tecnica pugilistica

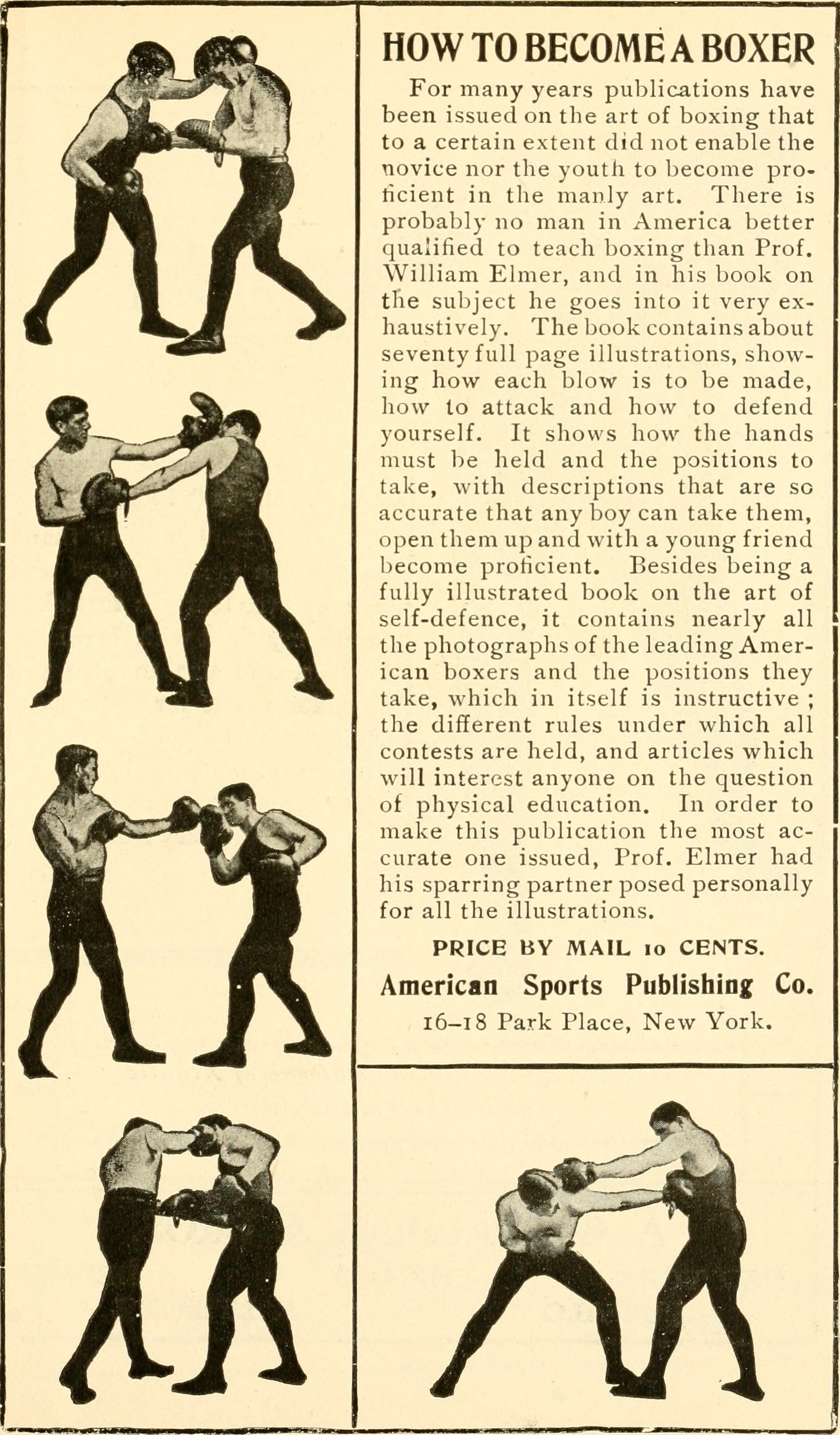
Pubblicità del manuale di pugilato di William Elmer, 1902

La tecnica pugilistica è il complesso delle regole pratiche che disciplinano l'attività sportiva del pugilato.

## Tecnica
Il pugilato è uno sport da combattimento: è indispensabile che il pugile, per essere competitivo a tutti i livelli, curi molto bene tecnica, preparazione atletica, e padroneggi più d'uno stile.

### Attacco
Gli attacchi di base sarebbero tre; ma in realtà sono di più, perché si possono variare: ogni colpo può essere portato con entrambe le braccia, quindi da tre diventano sei. Infine si può cambiare guardia, quindi da sei si possono considerare dodici.

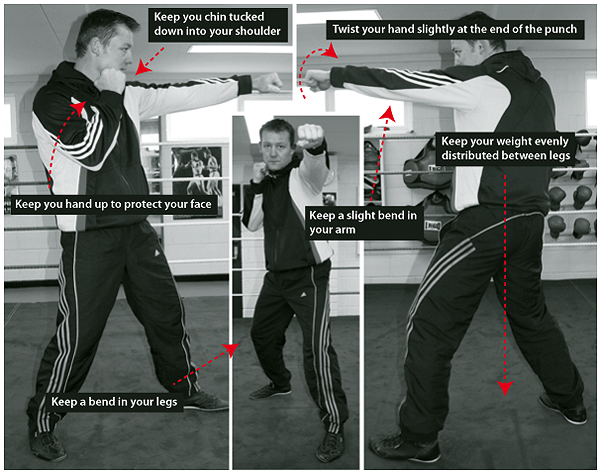
Diretto sinistro, o Jab
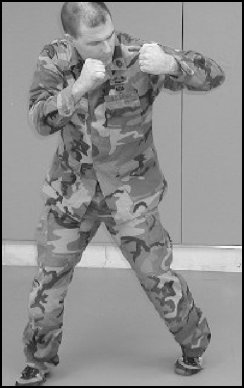
Gancio "alla americana"
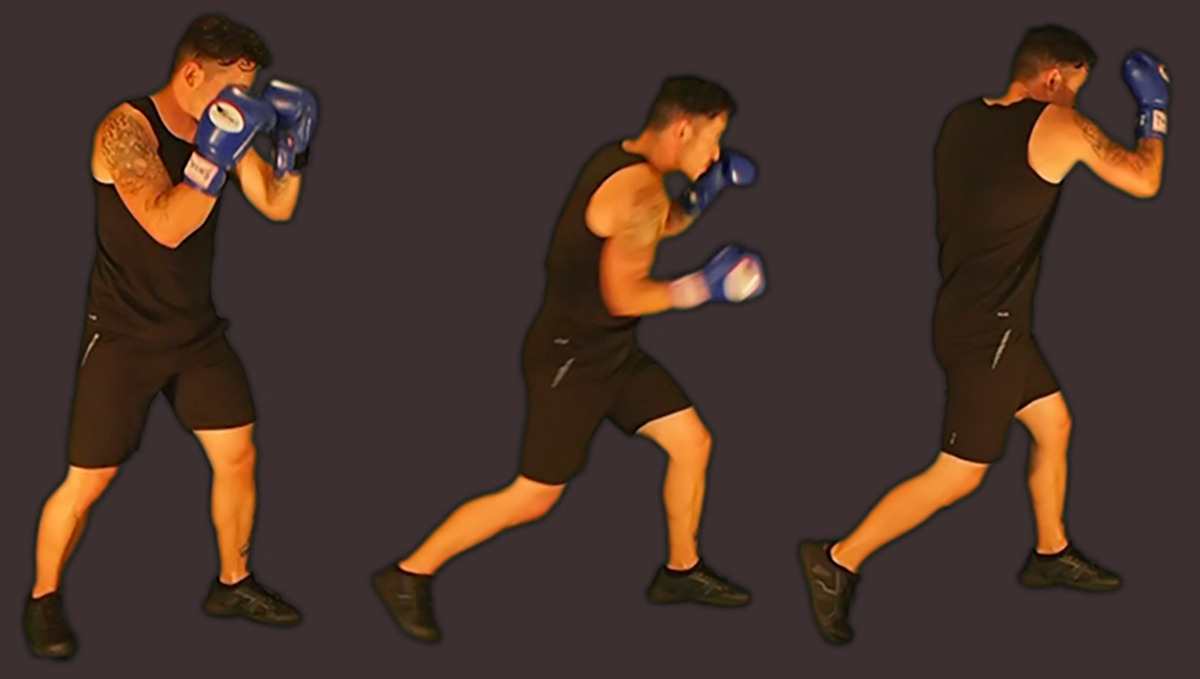
Montante destro

- Diretto (Jab e Cross) - Col termine inglese Jab si intende generalmente il diretto sinistro leggero, di disturbo; mentre il destro risolutore si denomina Cross. Si ruotano le spalle e si colpisce con il pugno anteriore (Jab), oppure facendo ruotare tutto il corpo nell'altro verso, colpendo con il pugno posteriore (Cross). Indipendemente dalla scelta della mano avanzata, o di quella posteriore: può essere un colpo di disturbo, di arresto, di preparazione ad altri diretti, oppure un colpo potente.
- Gancio (Hook e Swing) - Colpo circolare potente e demolitore che basa la sua potenza sulla leva fornita dalla spalla, dalla posizione ad angolo retto del braccio,e dalla rotazione dell'anca: è il colpo di chiusura per eccellenza. Il gancio esprime la sua efficacia se eseguito nella corta distanza. Due comuni varianti sono: eseguito normalmente (col pollice orizzontale), o "alla americana" (col pollice verticale[1]).
- Montante (Uppercut) - Colpo circolare da eseguirsi in gioco stretto, o anche per allontanare un avversario che si sta avvicinando troppo. Si esegue dal basso verso l'alto; si può usare come colpo d'incontro oppure nella corta distanza (corpo a corpo). Si attua ruotando la spalla in modo da imprimere potenza al pugno.

#### Contrattacco
Il Colpo d'incontro, ed il Colpo incrociato, sono tecniche di contrattacco, che anticipano la mossa avversa.

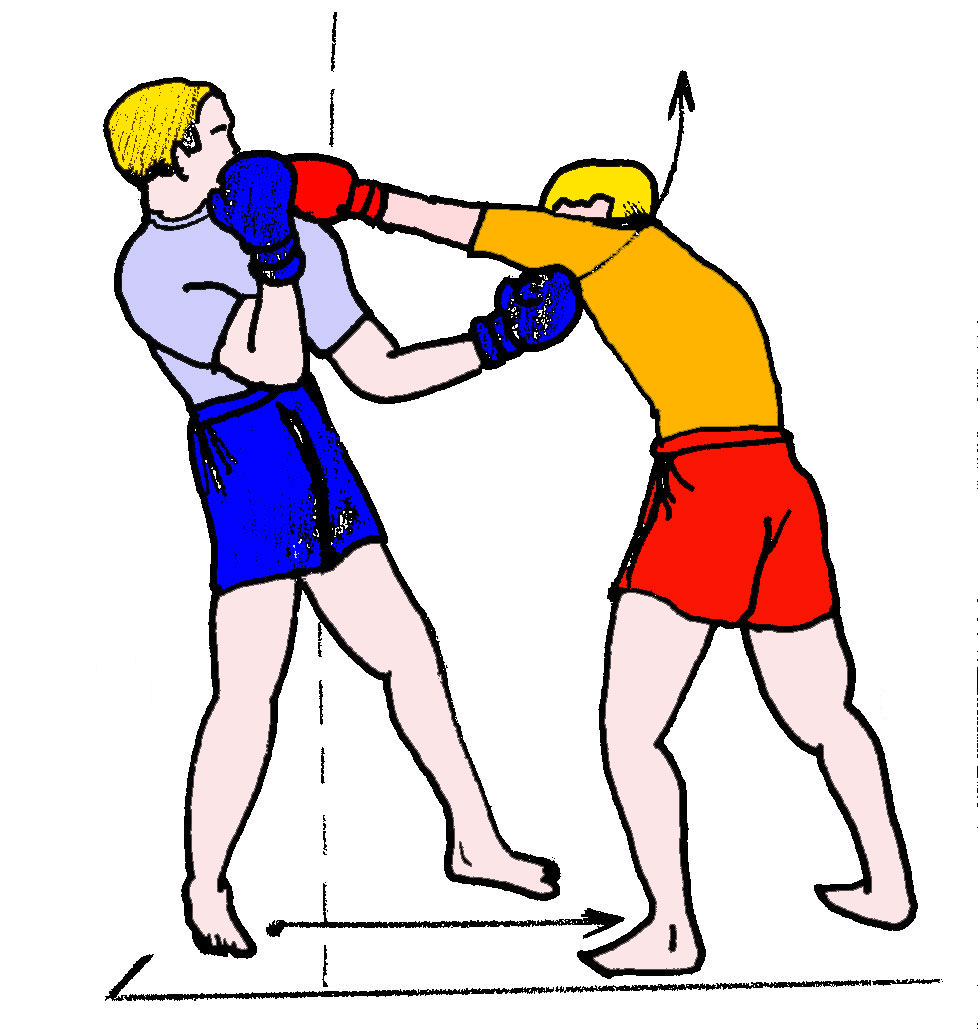
Montante sinistro di incontro su diretto sinistro avversario
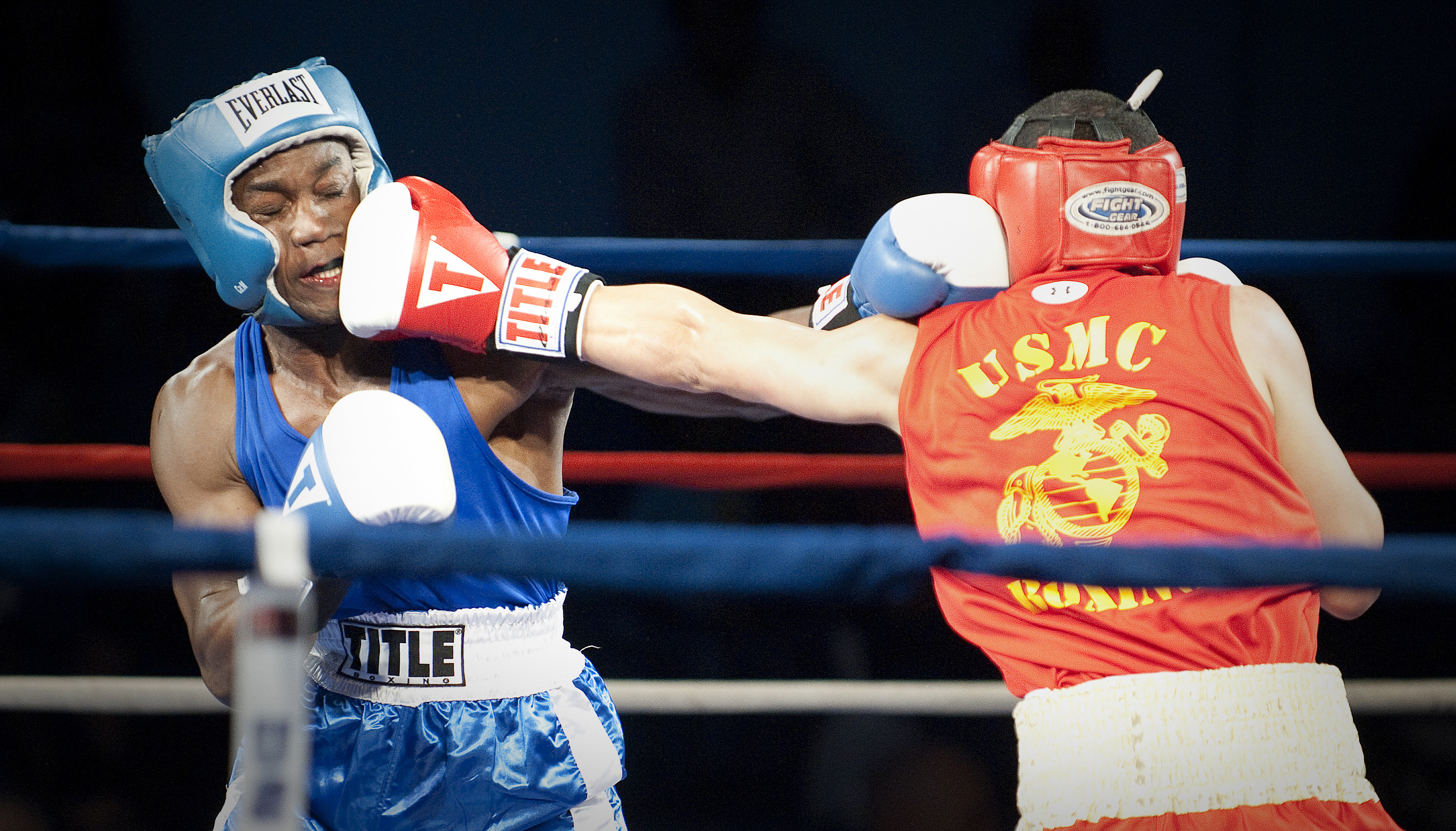
Colpo incrociato

- Colpo di incontro (Counterpunch  e Cross-counter) - Si prende l'avversario in controtempo sul suo attacco, con una flessione indietro del busto o con un mezzo passo indietro, per poi rispondere anticipandolo. Pertanto è stato l'avversario ad andare incontro al pugno. A seconda della circostanza si può eseguire con un diretto se si sta indietreggiando, o un montante da fermi.
- Colpo di incrocio - Si prende l'avversario in controtempo, con una flessione del busto o semispostamento, per poi colpire. Il pubblico vedrà le braccia dei pugili che si incrociano. Per es: si viene attaccati con un diretto, si esegue una flessione/passo laterale, e si risponde con un altro diretto.[2].

#### Colpi da K.O.

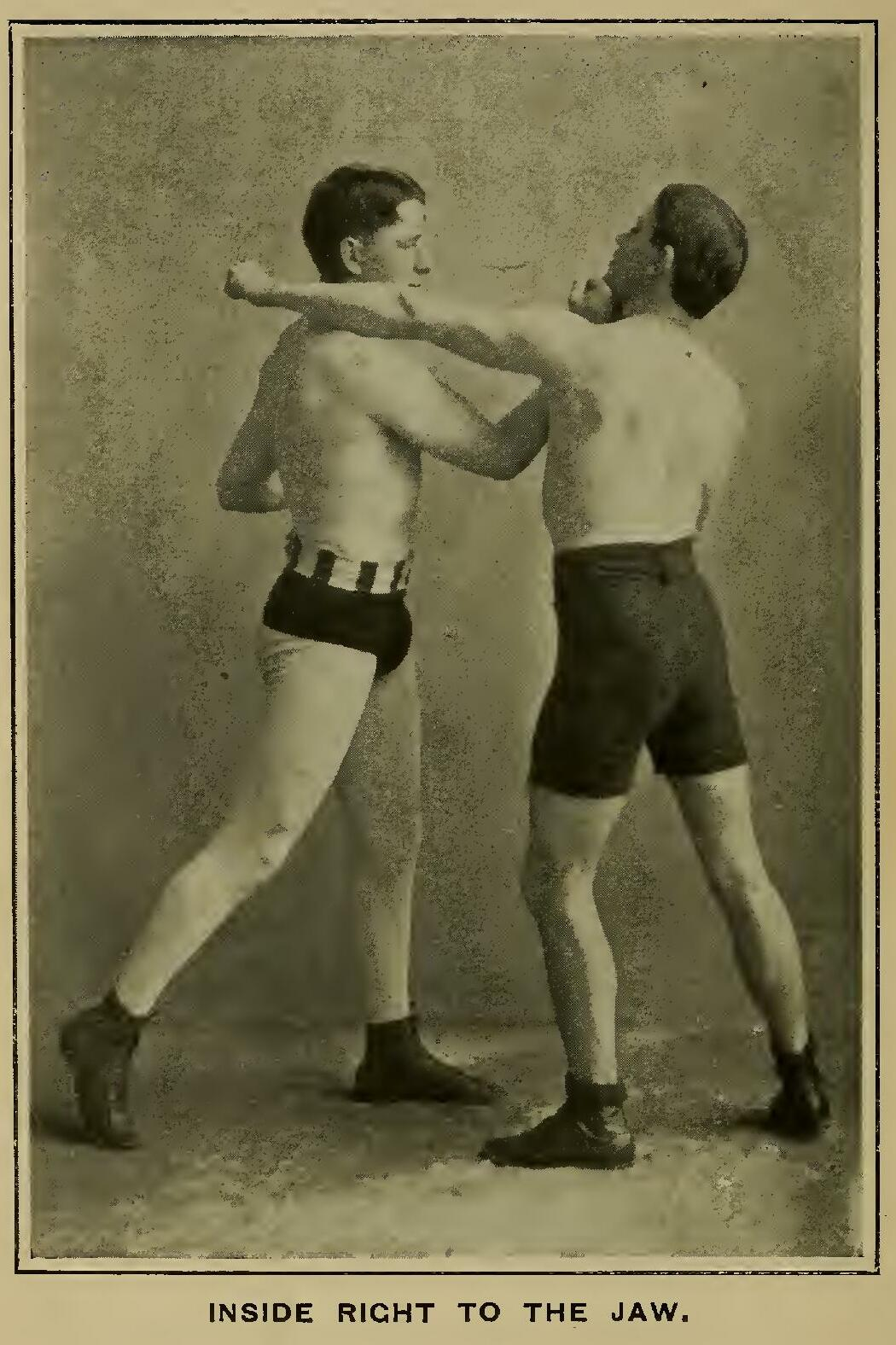
Colpo al mento
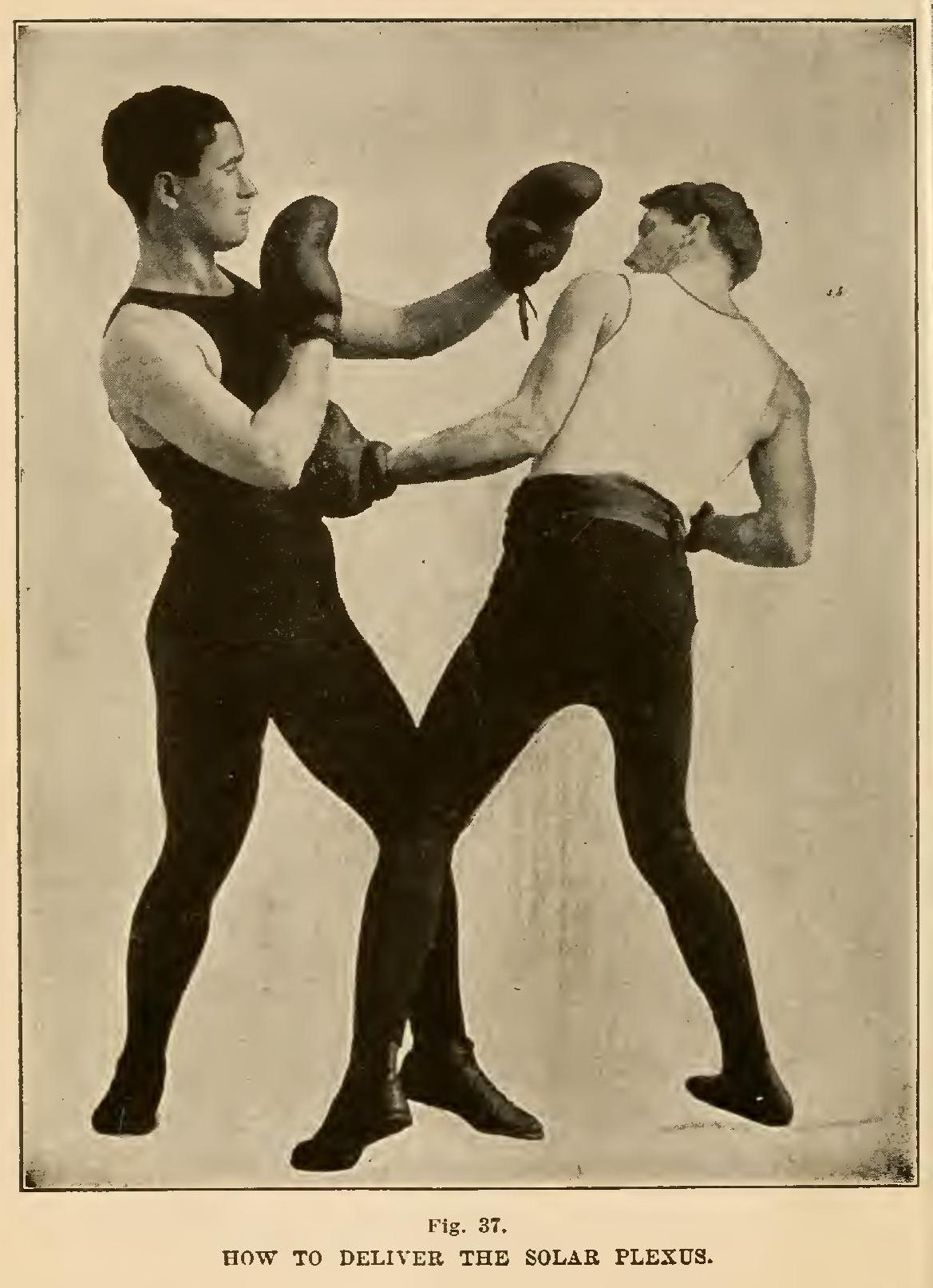
Colpo al plesso solare
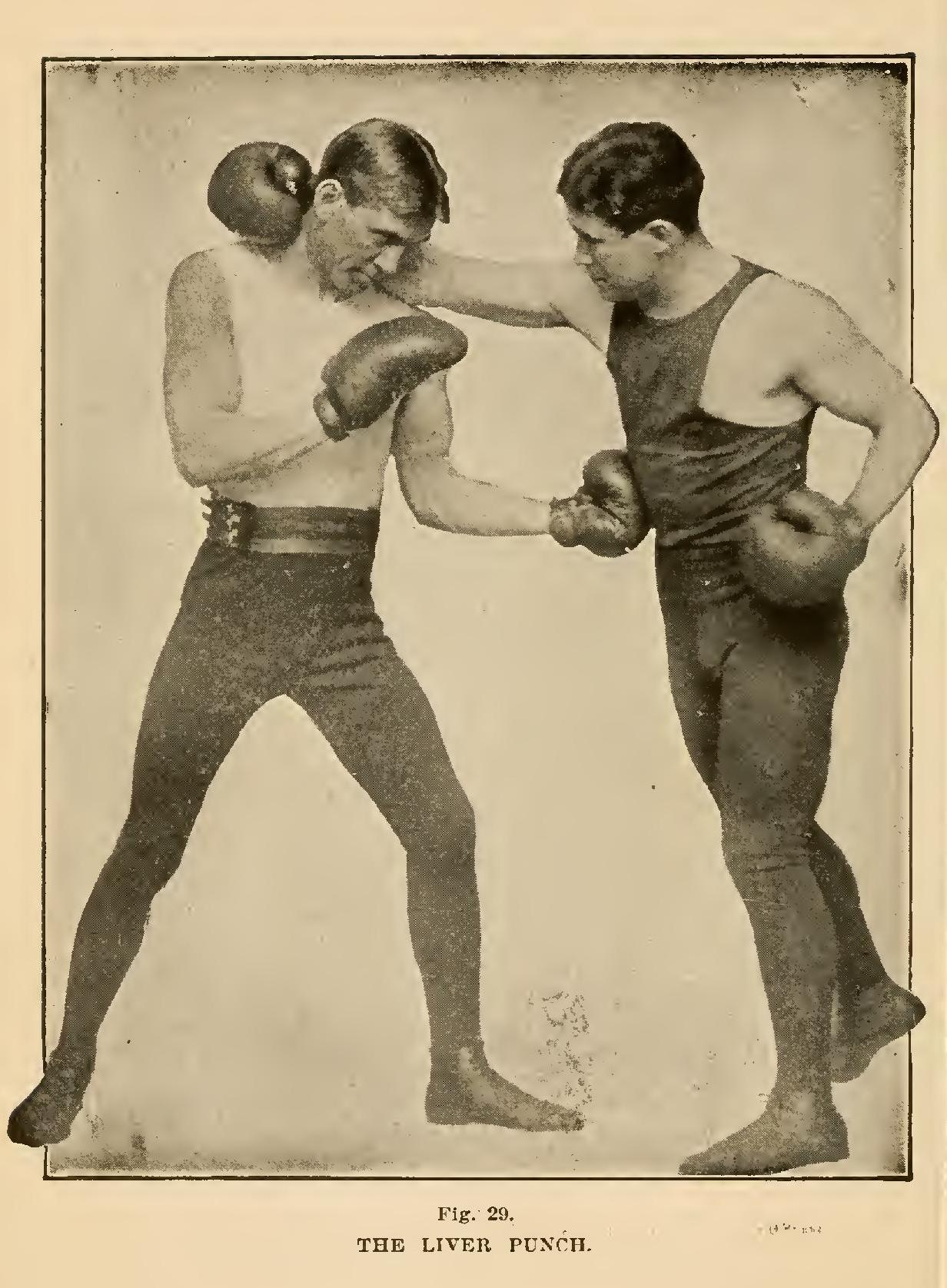
Colpo al fegato
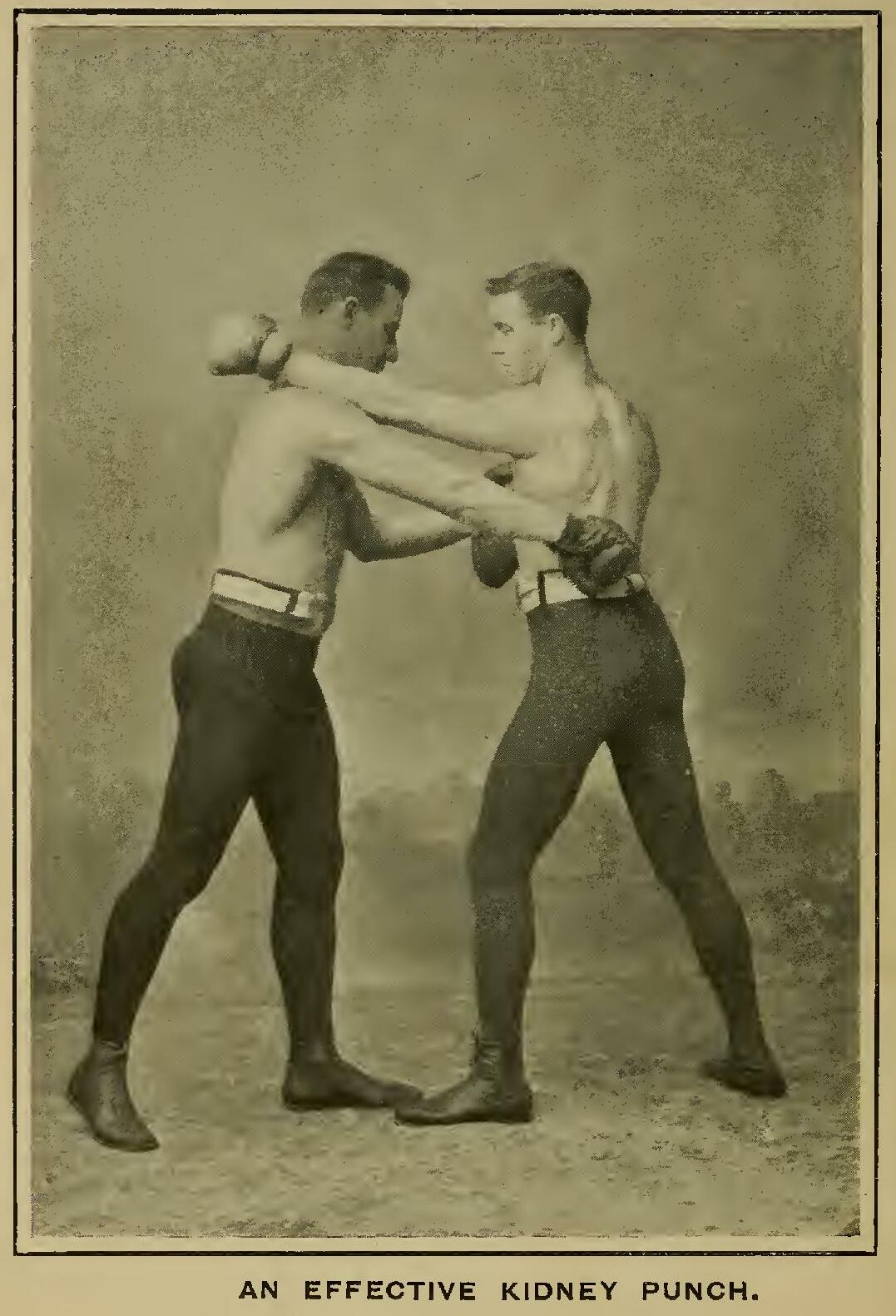
Colpo alle reni

I colpi da KO sono molto pericolosi e dovrebbero essere usati soltanto da atleti agonisti, preparati a difendersene
. Gli effetti di questi colpi sono aggravati dallo stato di debilitazione dell'organismo, ovvero, da un taglio del peso.
- Colpo al mento - Il colpo che raggiunge la punta del mento, in genera provoca un atterramento pulito, veloce, e non doloroso[3].
- Colpo sotto l'orecchio - Questo colpo non provoca un atterramento pulito; fa appannare il cervello e cadere nel giro di alcuni secondi. Un pugile esperto aspetterà il limite del conteggio arbitrale prima di riprendere le ostilità[3].
- Colpo al plesso solare - Colpo portato alla bocca dello stomaco; decisamente doloroso. Non si perde conoscenza, ma i violenti crampi impediscono prima di reagire, e dopo essere caduto, di rialzarsi[3].
- Colpo al cuore - Un colpo pericoloso che può provocare lesioni; questo colpo dà la sensazione di stare affondando. Un colpo pesante al cuore interferisce col normale battito cardiaco facendo cadere in avanti l'avversario, e facendo sentire i propri nefasti effetti per diverse ore successivamente[3]. Vedi anche Pugno precordiale.
- Colpo al fegato - Colpo davvero efficace, molto doloroso ma non fra i più pericolosi[3]. Un colpo al fegato provoca il K.O. in poco tempo. Difatti, dopo essere stato colpito, il fegato rilascia sangue nel flusso, ma il cervello, credendo di dovere affrontare una ischemia epatica sottrae sangue da altre membra[4]; il corpo è improvvisamente molto debole, e segue l'atterramento.
- Colpo ai reni - Nonostante il divieto, colpi alla schiena potrebbero essere comunque lanciati, pertanto è bene conoscerne gli effetti, ed essere preparati ad evitarli. I colpi ai reni sono molto dolorosi e spesso causano pericolose lesioni[3].

### Difesa
Le azioni difensive sono assai diversificate. L'attacco nemico può essere parato, deviato, schivato, bloccato, eccetera. La strategia difensiva deve modificarsi secondo la guardia, il bersaglio, e la distanza fra i due contendenti.

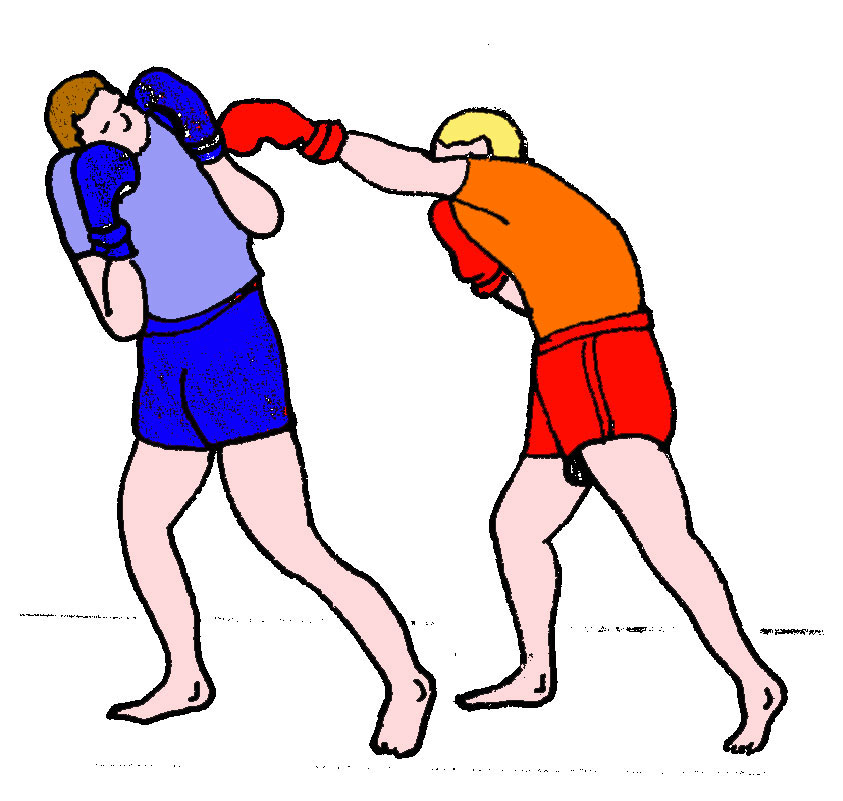
Assorbimento, per smorzare i colpi avversi
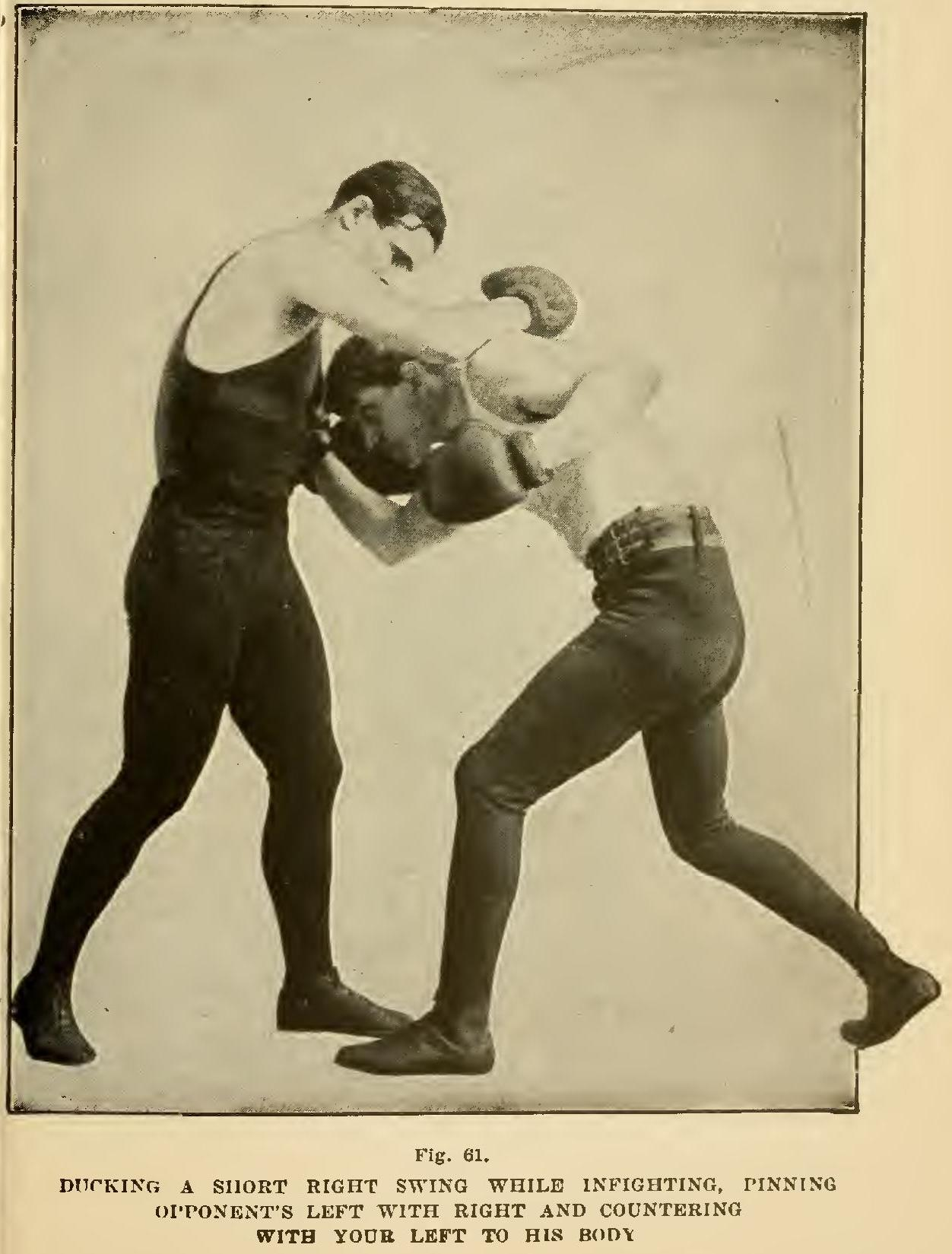
Abbassamento, per schivare il gancio destro
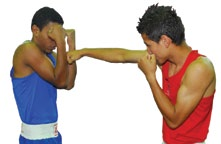
Copertura, dimostrazione
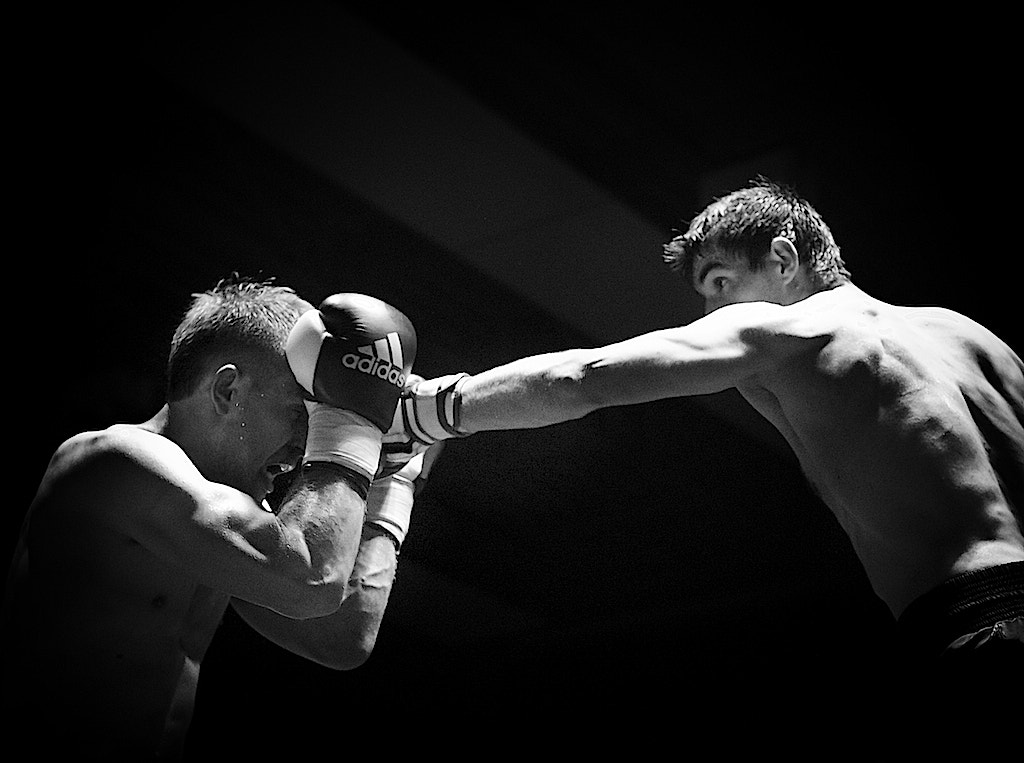
Copertura, cattivo esito

- Assorbimento - Muoversi leggermente nella direzione del colpo, onde smorzarne l'impatto.
- Abbassamento (Ducking) - Ci si abbassa piegandosi leggermente sulle ginocchia senza distogliere lo sguardo dall'avversario. Si utilizza contro i colpi mirati alla testa, come diretti e ganci[5]. Facilita la difesa dai colpi al corpo, ma al tempo stesso intralcia gli attacchi.
- Copertura (Cover Up) - Si utilizzano i guantoni come uno schermo. Uscire momentaneamente dalla guardia, portare i guantoni in alto fin quasi agli occhi, chiudere i gomiti e irrigidire le braccia. Utile contro diretti al volto[6], o alla figura abbassando i gomiti. Può facilmente essere aggirata da un gancio; se i diretti sono molto potenti si può patire il colpo.
- Rotazione - Dalla posizione di guardia, piegare leggermente le ginocchia, abbassandosi eseguendo un movimento a U in direzione del colpo dell'avversario, sì da schivarlo quanto prima. Utile soprattutto contro i ganci[7][8].

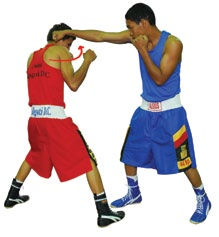
Flessione laterale del tronco.
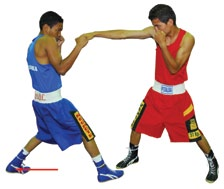
Passo indietro.
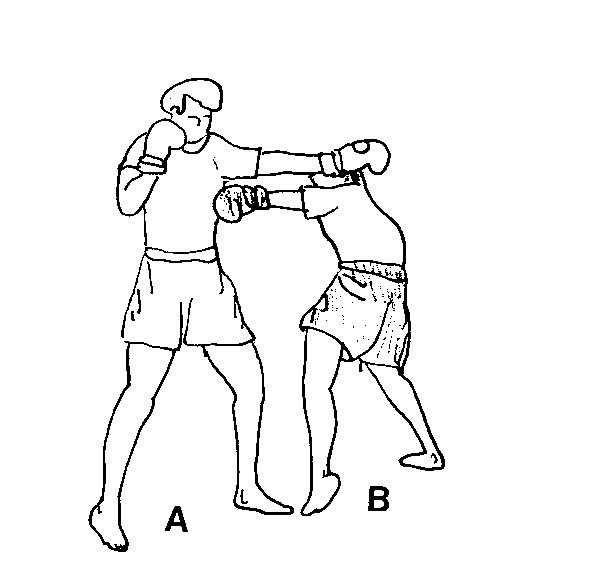
Slipping con incrocio.

- Flessione laterale - Si schiva il colpo con una flessione laterale del busto; così solamente, o piegando anche le gambe.[9].
- Passo indietro - Un semplice passo indietro per portarsi fuori portata dai colpi[10].
- Salto indietro - Un semplice salto indietro per portarsi fuori portata dai colpi[10].
- Sway Back (ossia: ondeggia all'indietro) - Movimento in cui, flettendo correttamente il busto all'indietro, si riesce a schivare un colpo[11].
- Slipping (ossia: scivolare) - Movimento col quale si va incontro ai colpi, ma uscendo dalla loro traiettoria, quindi, in definitiva, schivandoli. Si può usare come mera schivata; oppure per colpire d'incrocio col pungo interno in contemporanea. Infine, per caricare il pugno esterno da usarsi subito dopo.
- Bob and Weave (ossia: abbassati e ondeggia) od anche soltanto: Bobbing - è una schivata aggressiva: da usare in fase di attacco, non in difesa. Si avanza verso l'avversario con la guardia alta; allorquando questi attacca, si esegue una schivata di tronco: un movimento a U, e subito si continua ad avanzare. Ripetere se necessario, fino a giungere alla posizione desiderata per attaccare. Questo tipo di schivata è quella che si allena avanzando, o indietreggiando, al di sotto di una corda tesa all'altezza del viso. Fondamentale per andare sotto a un pugile dal maggiore allungo.

#### Blocchi
Il Blocco (Block)  non impedisce al colpo di impattare, ma ne neutralizza la pericolosità. Esistono blocchi di palmo, di polso, di gomito, di spalla.

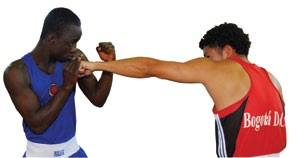
Blocco Catch, fase 1
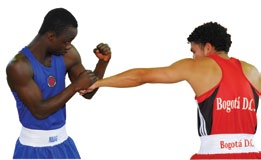
Blocco Catch, fase 2
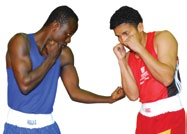
Blocco di gomito sul montante alla figura
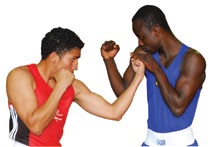
Blocco di mano sul montante al volto
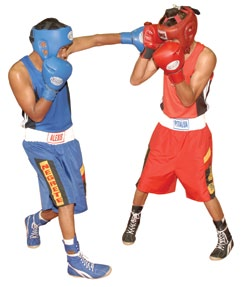
Blocco di avambraccio sul gancio al volto
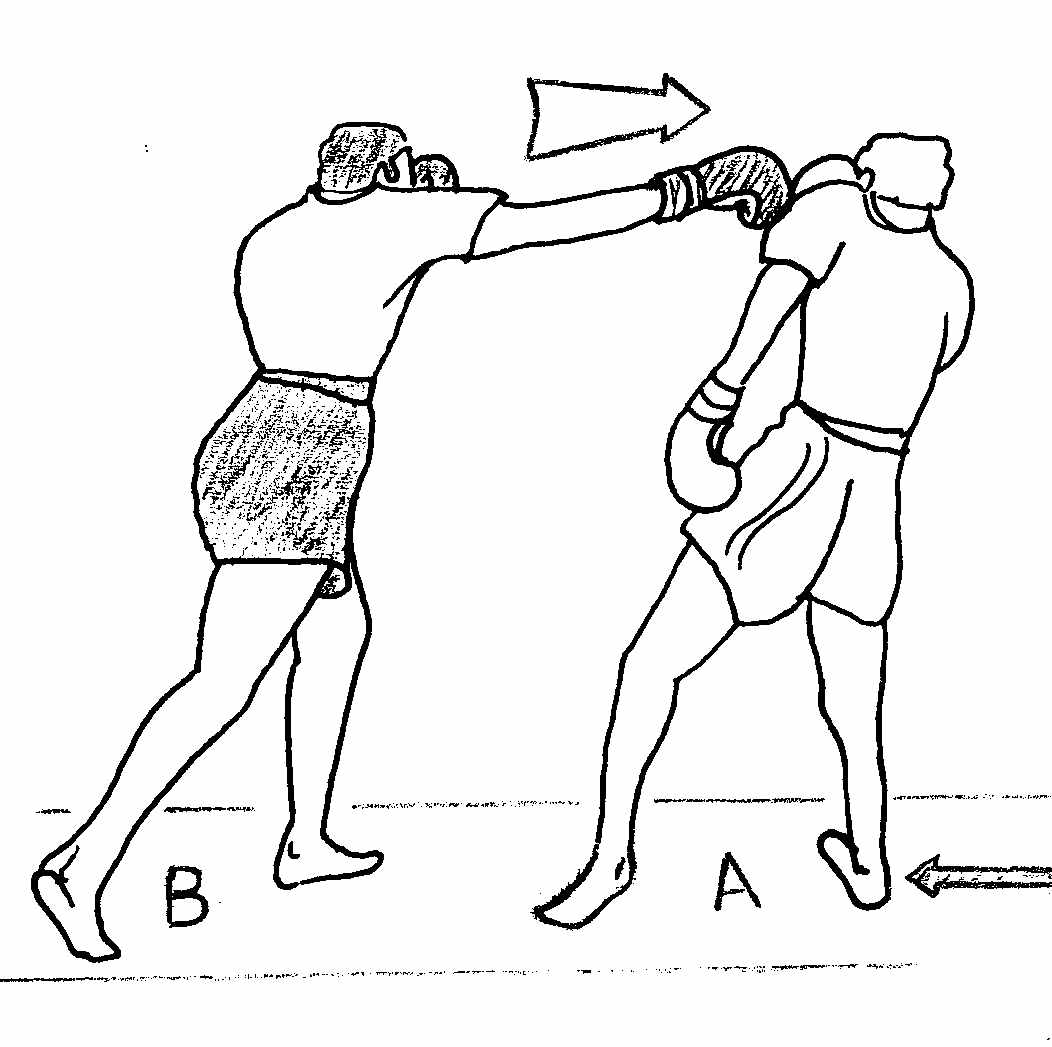
Blocco di spalla

- Blocco di tipo Catch  -  Blocco eseguito col palmo della mano (in inglese Catch[14]). Si può utilizzare per bloccare o per deviare verso il basso (Down Parry)[15].
- Blocco di mano - Si usa per proteggersi dai montanti[16].
- Blocco di gomito - Si usa per proteggersi dai colpi mirati alla figura[17]. Richiede gomiti ben aderenti al corpo e schiena un poco incurvata.
- Blocco di avambraccio dietro  - Si attua girando le spalle ed alzando la mano dietro. Si usa per difendersi da diretti e ganci portati dalla mano avanzata[18].
- Blocco di spalla - Si usa per difendersi dai colpi diretti eseguiti dalla mano avanzata. Va accompagnato da una opportuno movimento del torso e delle gambe, perché sia efficace[19].

#### Deviazioni
Deviare un colpo dell'avversario consente: e di mandarlo a vuoto, sbilanciandolo, e di farlo rimanere momentaneamente scoperto.

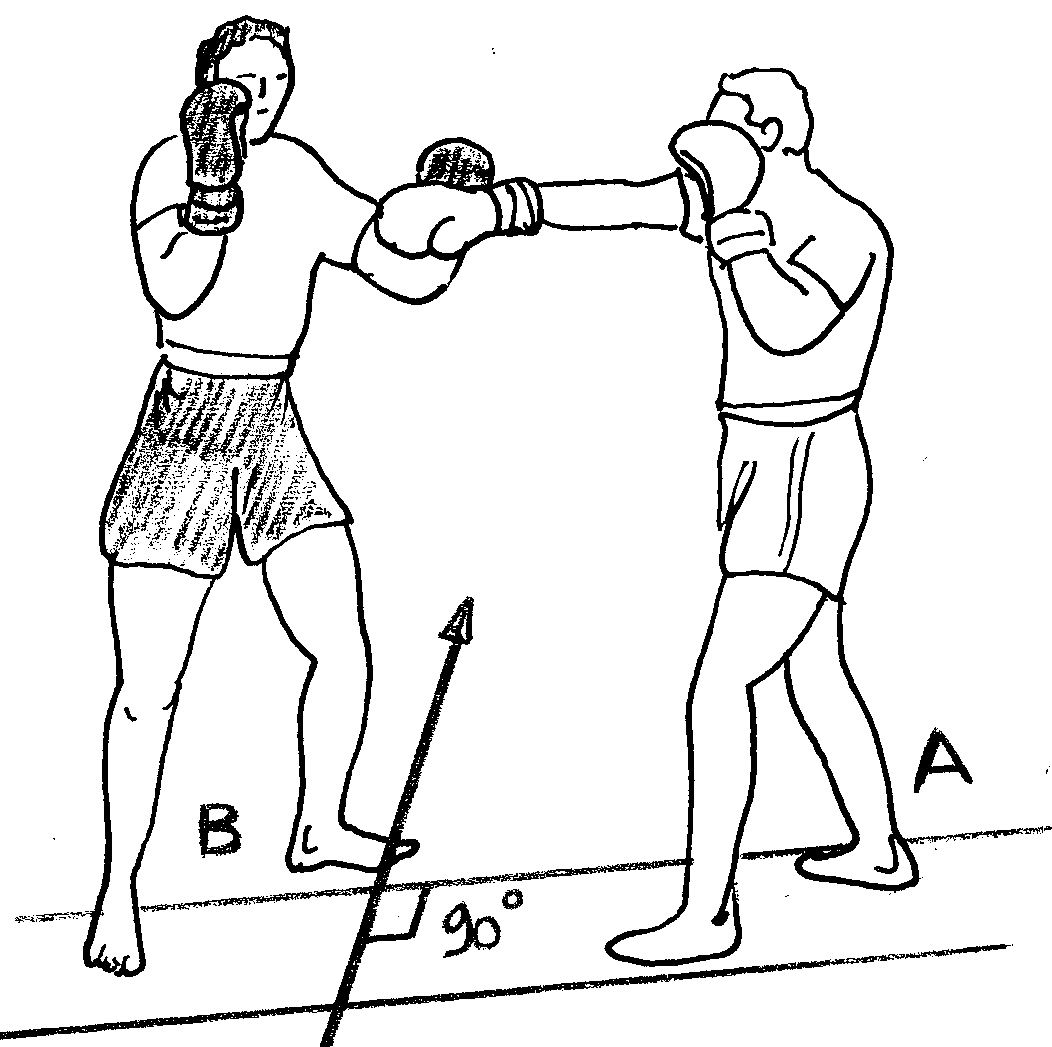
Deviazione in orizzontale, del diretto destro con la mano guida
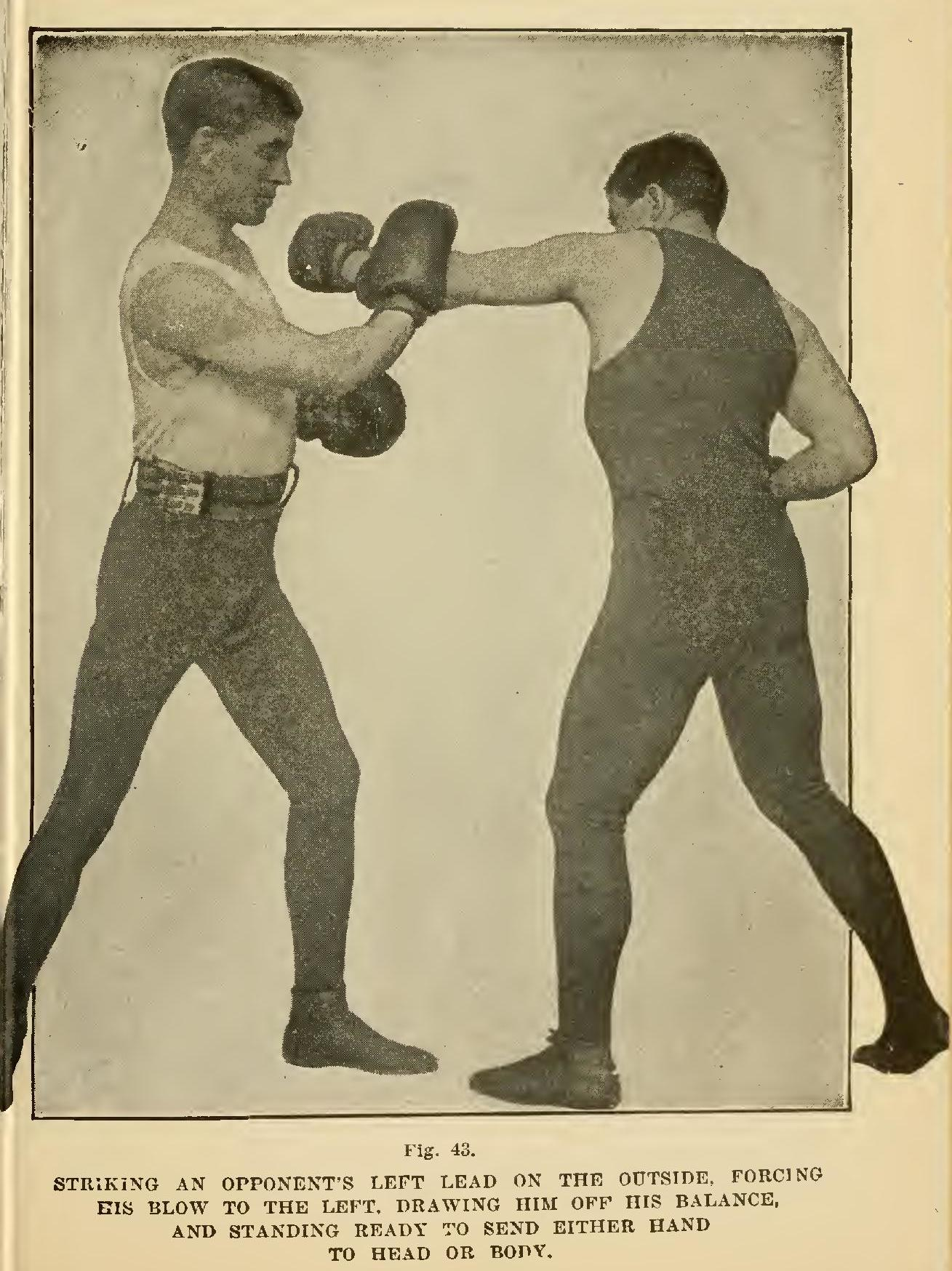
La deviazione condiziona l'avversario in una svantaggiosa posizione fuori asse
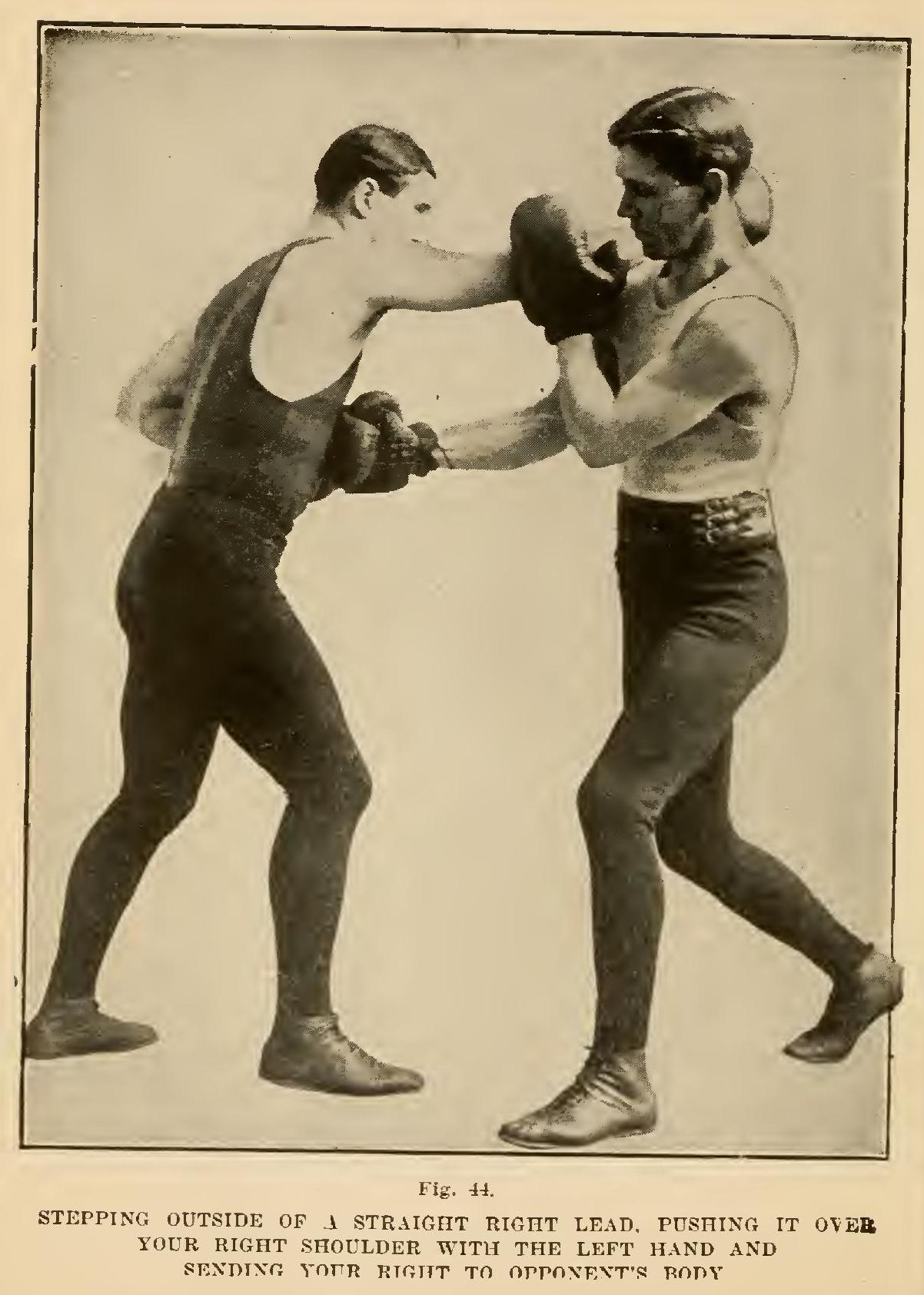
Schivata con deviazione

- Deviazione - Si utilizza una mano per deviare un colpo lateralmente ed al di fuori della guardia, onde mandarlo a vuoto.
- Down Parry & Side Parry (parata in basso e laterale) - Nella deviazione in basso si colpisce, con la mano dietro, il pugno avversario per abbassarne la traiettoria. Tuttavia, così deviato, il colpo potrebbe comunque impattare e creare un danno...
- Schivata con deviazione - ...pertanto una tecnica migliore è quella di eseguire una side parry, ossia deviare lateralmente con la mano guida, ed al contempo eseguire uno spostamento in avanti e fuori linea; in altri termini: eseguire una schivata con deviazione[21].

#### Parate
Generalmente nel pugilato con parata si intende un movimento della mano che smorza l'iniziativa avversa.

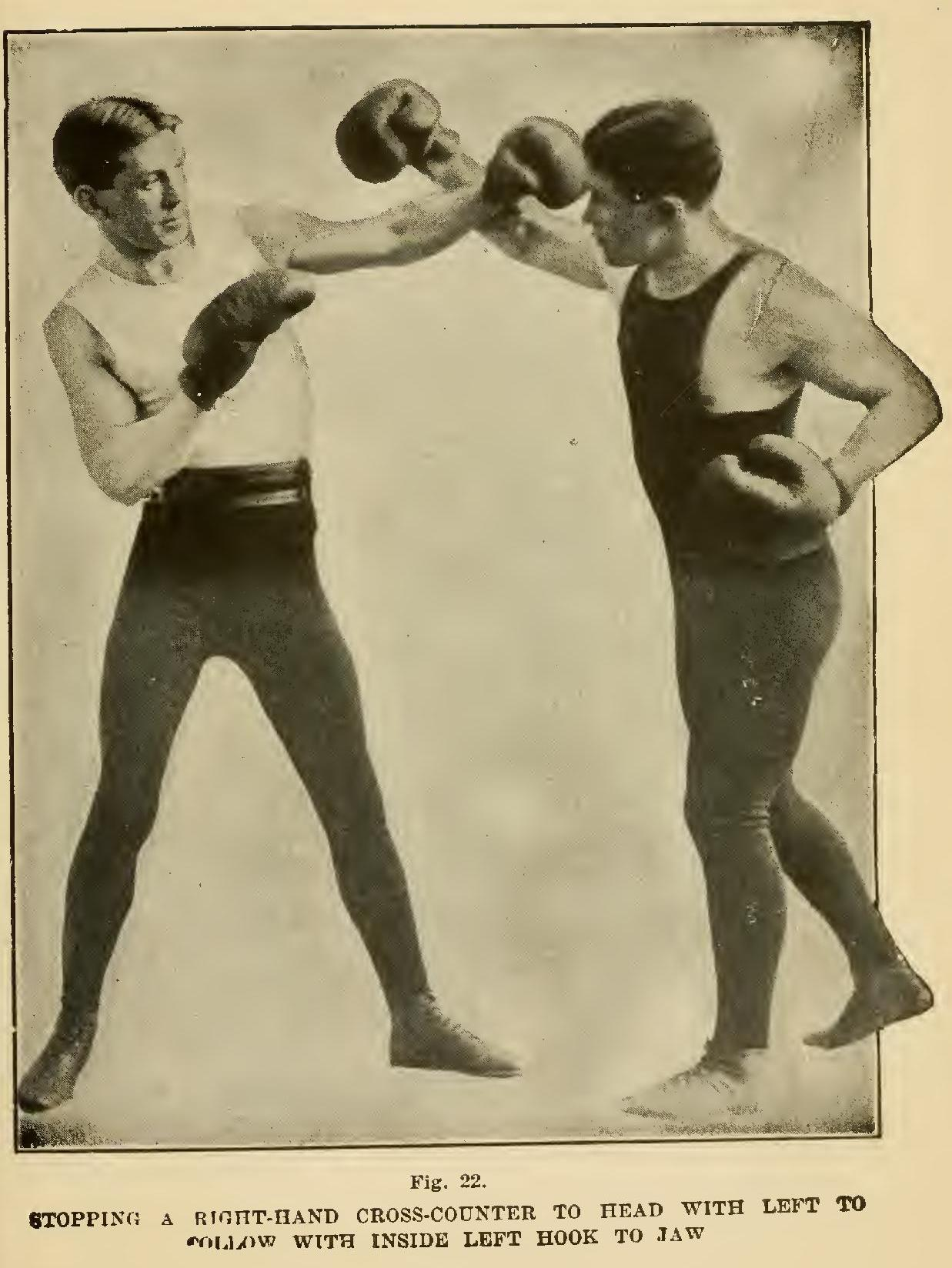
Parata del diretto
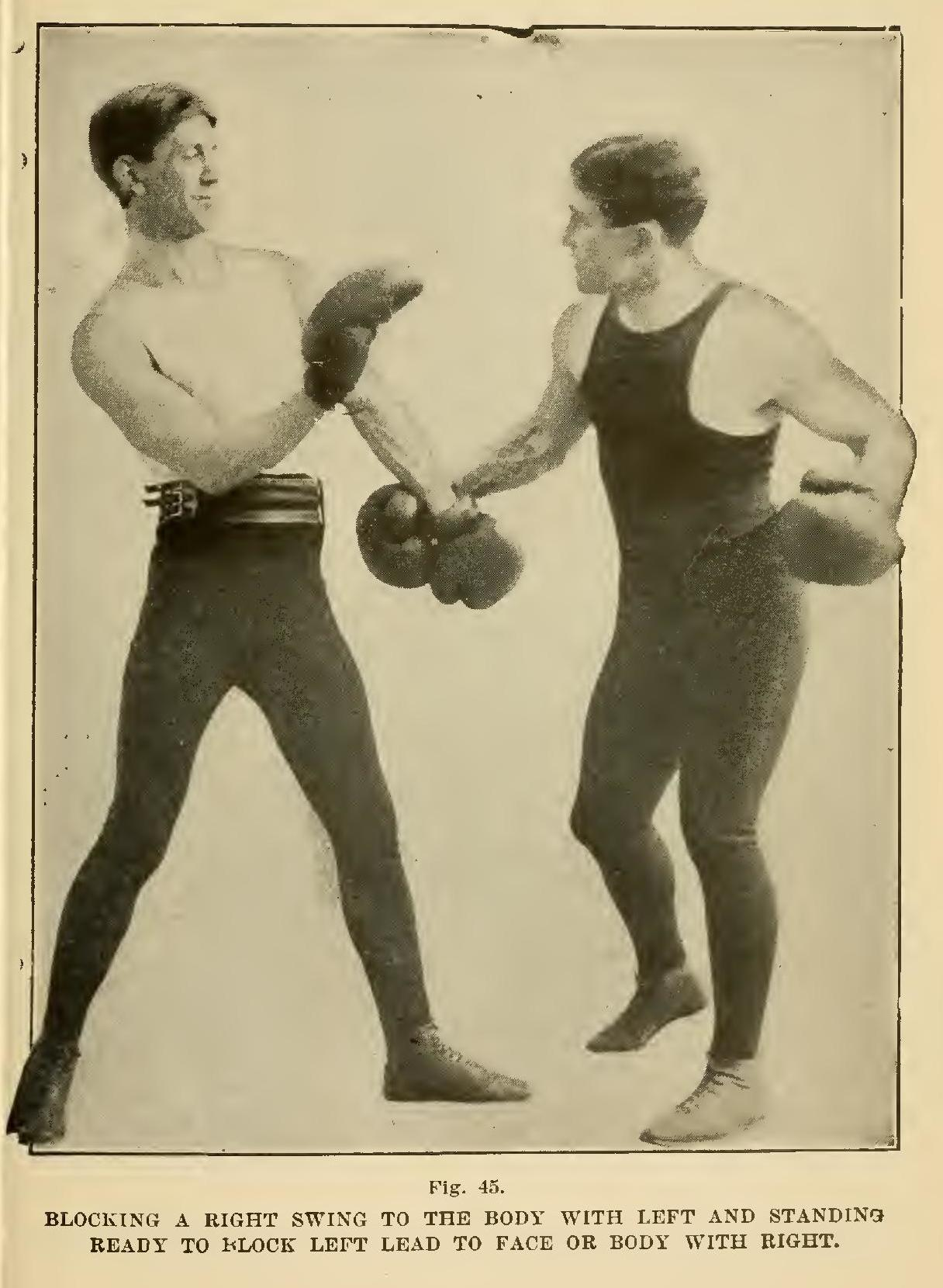
Parata circolare bassa

- Parata (Parry) - Si usa il pugno avanzato per intercettare ed ostacolare il diretto avversario che arriva dallo stesso lato (es: il proprio sinistro para il destro avverso, o viceversa), senza farlo arrivare a segno. Generalmente si esegue come un corto diretto[22]. Qualora si usasse il palmo, diventerebbe un blocco.
- Circle Parry & Low Parry (parata circolare e circolare bassa) - Un altro modo di parare è quello di muovere la mano davanti in modo circolare, onde intercettare i colpi e contemporaneamente dissimulare le proprie intenzioni[23]. La parata circolare si può utilizzare contro i colpi diretti al volto, ma anche alla figura [24].

#### Schivate
Le schivate si usano per evitare dei colpi, ma anche per controattaccare: i colpi vanno schivati riposizionandosi in modo vantaggioso. Tuttavia non tutti i colpi possono essere schivati.
- Schivata del Diretto

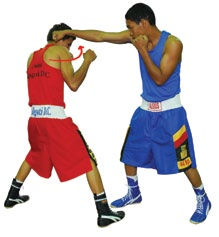
Schivata del jab/diretto

Si può schivare un diretto, eseguendo un semispostamento all'esterno della guardia avversaria.
- Schivata del Gancio

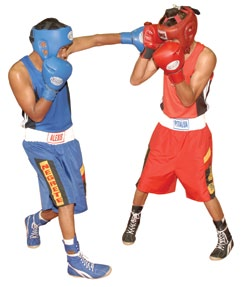
Difesa dal gancio sinistro al volto
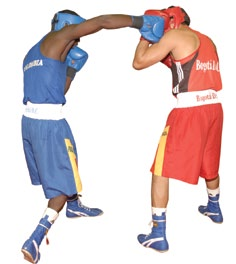
Difesa dal gancio destro al volto
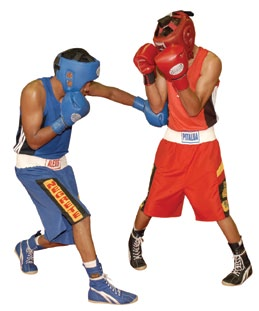
Difesa dal gancio sinistro alla figura

Se il gancio mira al volto, la difesa consiste nello schivare eseguendo una rotazione, oppure un blocco di guantone.
Se mira alla figura, non si può schivare, occorre un blocco di gomito.
- Schivata del Montante -

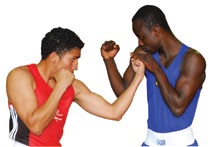
Montante al volto, blocco di mano dietro
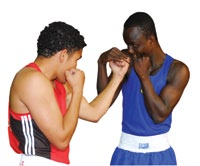
Montante al volto, blocco di mano davanti
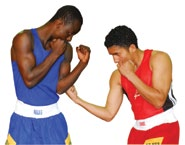
Montante alla figura

Il montante si può schivare eseguendo un semispostamento all'esterno della guardia avversaria, come pel diretto. Tuttavia in genere si esegue un blocco col palmo della mano. Infine si può eseguire una parata, interponendo l'avambraccio..

### Spostamenti
La gestione dello spostamento e della distanza è di vitale importanza: pochi centimetri fanno la differenza fra un colpo a vuoto e uno preso in pieno. Le gambe debbono distanziarsi alla giusta misura, che generalmente è quella delle spalle. Se il pugile sta boxando di rimessa ha un baricentro alto: quindi gambe un po' strette per la mobilità; se sta abbassandosi per schivare o colpire alla figura, avrà un baricentro più basso e necessiterà di una base un po' più larga e stabile.

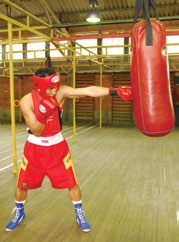
Lavoro di misura al sacco
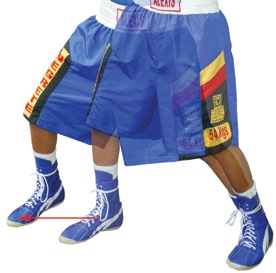
Passo avanti, un piede alla volta
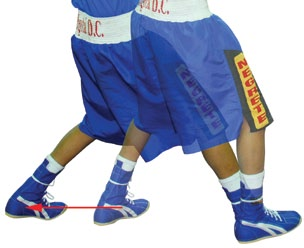
Passo indietro, un piede alla volta
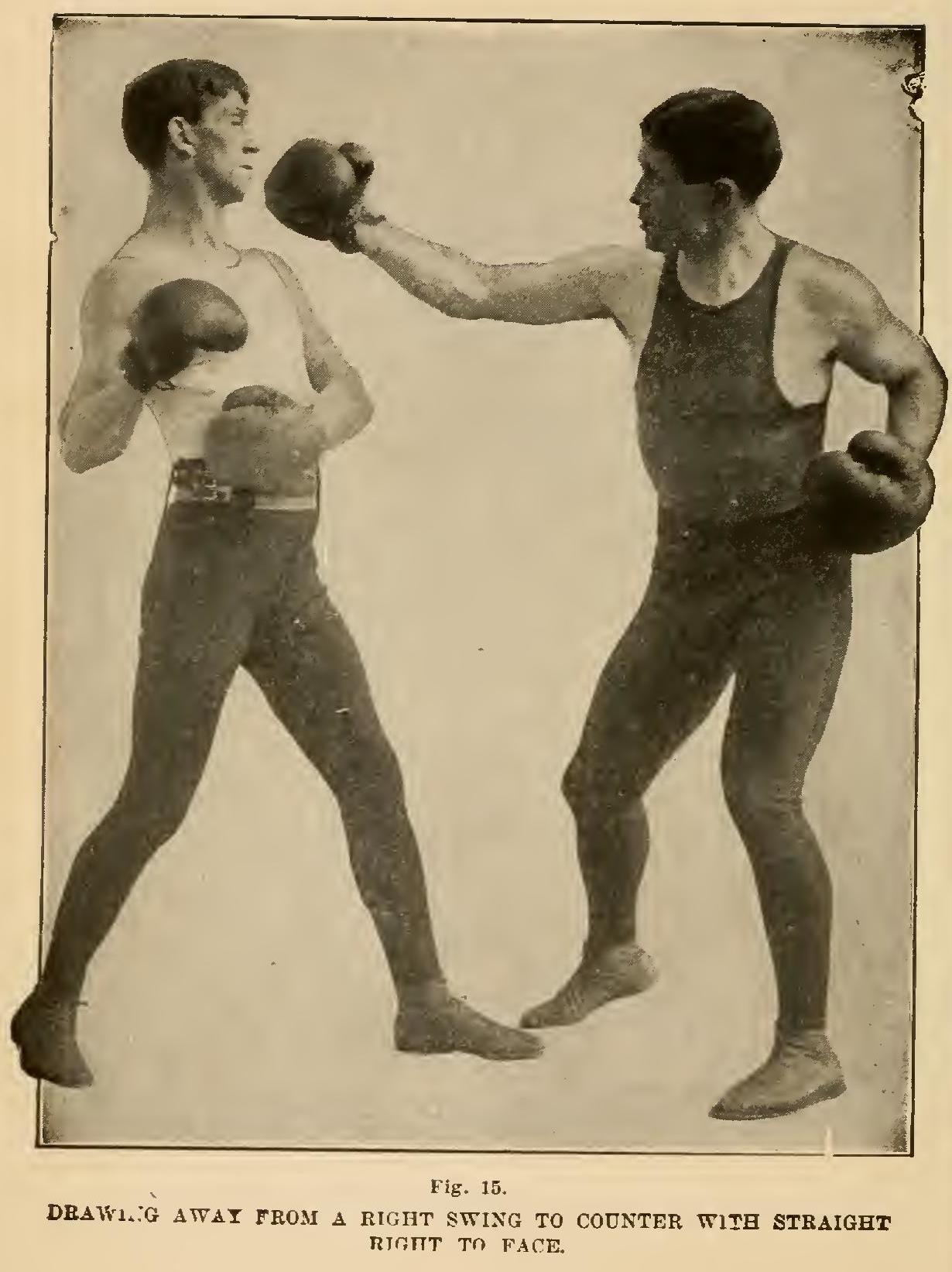
Passo indietro per evitare e contrattacco

- Passo - Nel pugilato il passo si esegue spostando di circa un palmo il piede guida (guardia normale: il sinistro per andare avanti, il destro per andare indietro; guardia mancina: viceversa), per poi far seguire subito dopo l'altro[26]. In inglese si può chiamare: Shuffling (ossia: "trascinare i piedi")[27]. Questo passo leggero è utile per arrivare alla distanza di allungo dall'avversario, per potere impattare col jab[28].
- Salto basso[29] - La stessa cosa che il "passo", però i due piedi si muovono contemporaneamente. Nel salto in avanti spinge il piede posteriore, e viceversa. In inglese si può chiamare Step and Hop (letteralmente: "appoggia e spingi")[30].
- Passo laterale e Passo obliquo (Sidestep) - come il "passo" (o shuffling), ma lateralmente a destra o sinistra[28]; ma anche obliquamente in avanti, a destra o a sinistra. Il caso di passo obliquo avanzato a destra comporta il cambio guardia[31].
- Mezzo passo - Nel mezzo passo si muove solo il piede anteriore[26]: serve per eseguire un affondo col pugno anteriore, come in una azione schermistica.
- Movimento perno (Pivots) - vedere sotto: "passo completo".
- Passo completo - A sinistra: col piede avanti si esegue il mezzopasso, dopodiché si esegue il movimento perno (Pivot), spostando così il proprio busto di 90°. A destra: si rende necessario il cambio guardia, per poi eseguire comunque un movimento perno[31].
- Girare a destra, od a sinistra - Per evitare il destro avversario (colpo da K.O.) e portarsi sul lato cieco: il pugile in guardia normale dovrà girare a destra con un guardia-destra come avversario. Mentre dovrà girare a sinistra se si troverà un guardia-mancina di fronte[31]. E viceversa se fosse un mancino in guardia mancina che affrontasse un altro guardia-mancina, ecc.

### Guardia
La guardia non è un mero strumento per difendersi dai colpi, ma è un fattore tecnico-tattico che influenza le possibilità di attacco e difesa. 

#### Storia della guardia
La stessa si è modificata nel tempo: agli inizi del XX secolo la guardia era intesa poco mobile sulle gambe e le mani lontane dal corpo: a muoversi erano le braccia, una impostazione oggi superata: è in questa epoca che Kid McCoy perfeziona il suo "cavatappi" (Corkscrew Blow); anche i manuali coevi mostrano mani basse e lontane dal corpo.

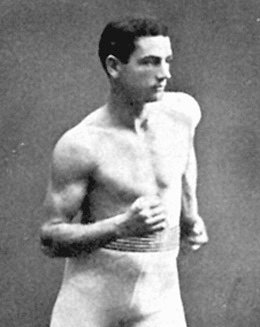
Kid McCoy, attivo dal 1891 fino al 1912
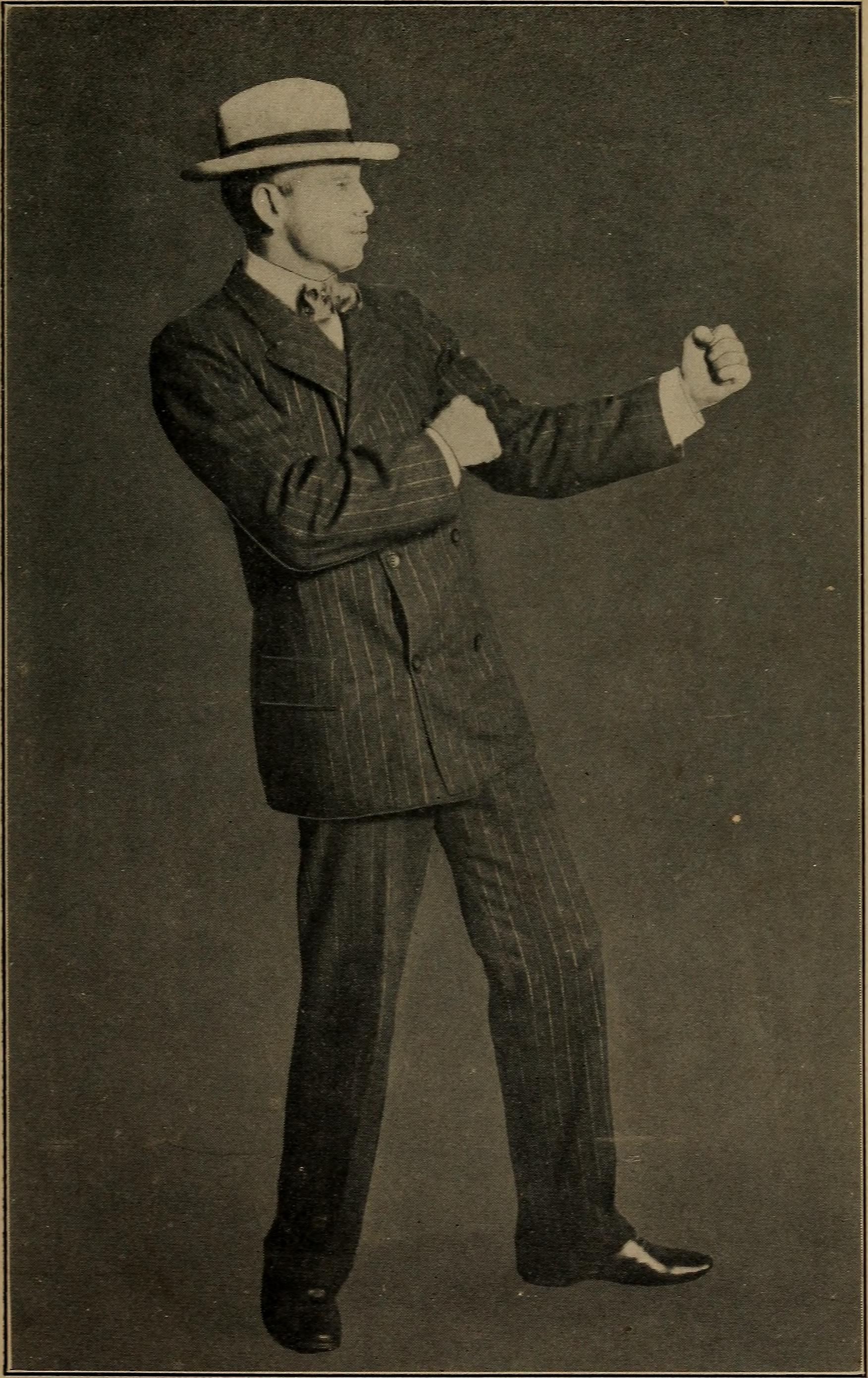
Manuale di autodifesa inizio XX secolo
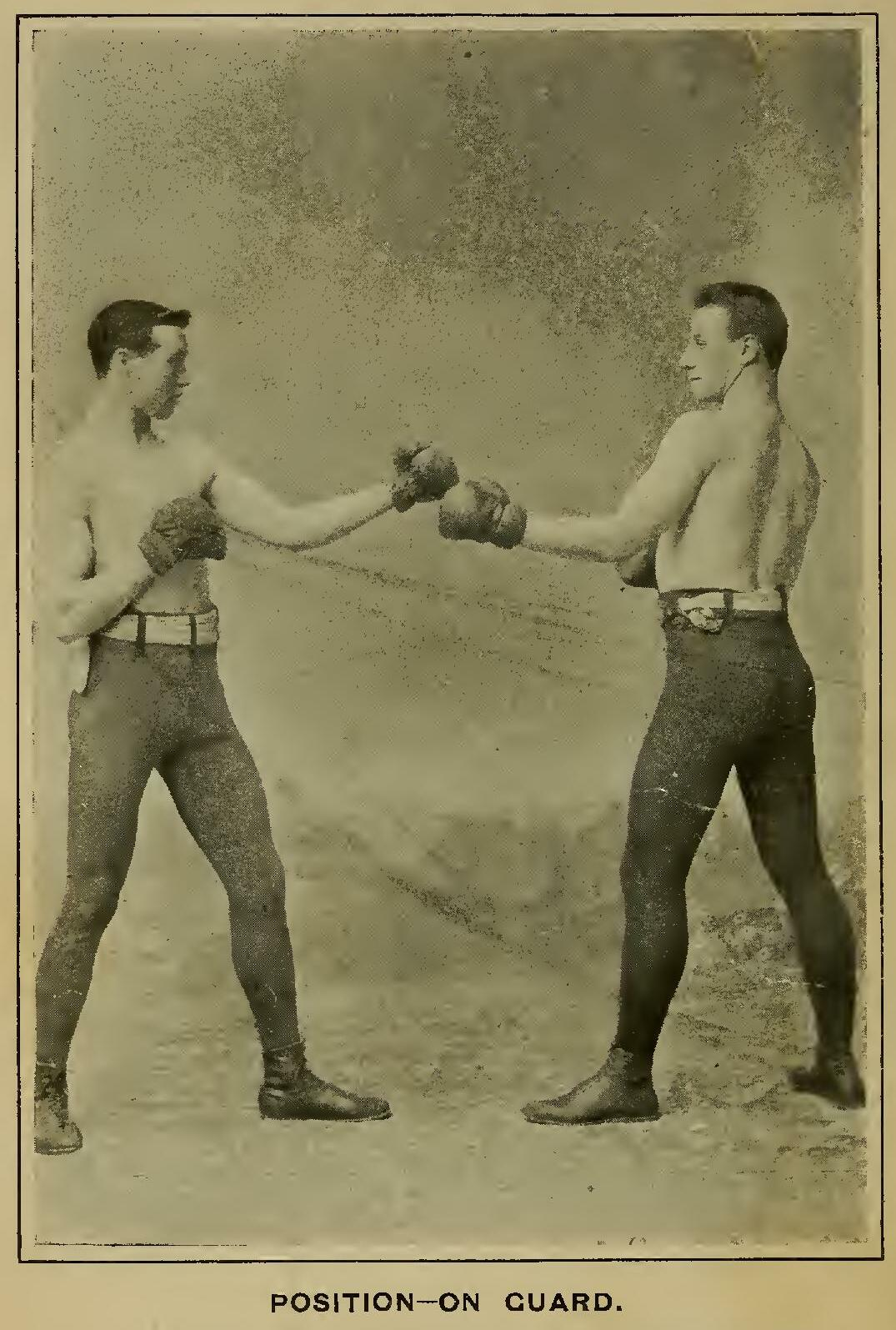
Manuale di boxe del 1904
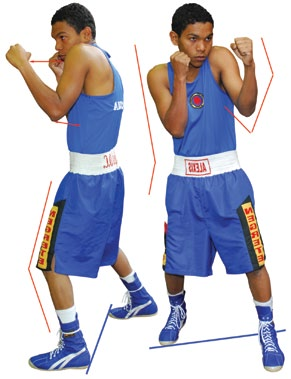
Guardia moderna

Attualmente la guardia è impostata colle braccia ben aderenti al corpo: si è meglio protetti, inoltre si migliorano baricentro, fiato ed agilità. Nel mentre a spostarsi è il tronco, la testa, o tutto il corpo tramite le gambe; le spalle sono un poco incassate, il braccio arretrato va aderente al corpo (sia il gomito che la mano). Mentre il braccio avanzato può essere a contatto, oppure distaccato ma vicino, e sempre bene in alto.  
Da questa posizione base si hanno già tre varianti, che si distinguono dal modo di impostare il baricentro: indietro (Nord est Europa), avanti (Cuba), o centrato (Italia). 
La maggior parte dei pugili utilizza la propria interpretazione di una guardia normale; le guardie più complesse sono molto difficoltose da padroneggiare bene, e sono usate da una minoranza di talentuosi. Alcune guardie non sono generalmente più utilizzate; altre possono andar bene soltanto durante alcuni precisi momenti.

#### Come ci si mette in guardia

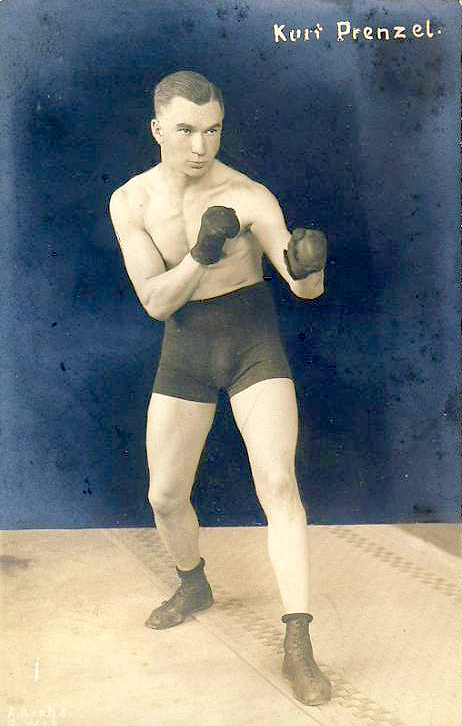
Il pugile Kurt Prenzel, attivo negli anni '20, esibisce una guardia destra (Orthodox Stance): si avanzano mano e piede sinistri.
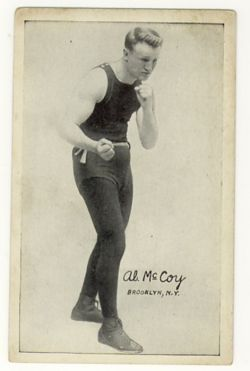
Il pugile Al McCoy, posa in guardia sinistra (Southpaw): specularmente, si avanzano piede e mano destri.

La guardia è solitamente fondata su di un assetto semi-frontale (o semi-laterale).
- La guardia è detta "destra" (in inglese: Orthodox Stance) quando il braccio destro difende mento e fegato[34].
- La guardia è detta "falsa" o "mancina" (in inglese: Southpaw) quando il braccio sinistro difende mento e pancreas.

- Guardia con sinistro basso: - Mantenendo un assetto semi-laterale si tiene il sinistro in basso: ciò permette di avere un assetto più equilibrato e meno faticoso, ma richiede una diversa gestione di tutte le tecniche di attacco e difesa. Risulta più semplice il blocco di spalla sinistra con contrattacco di destro.

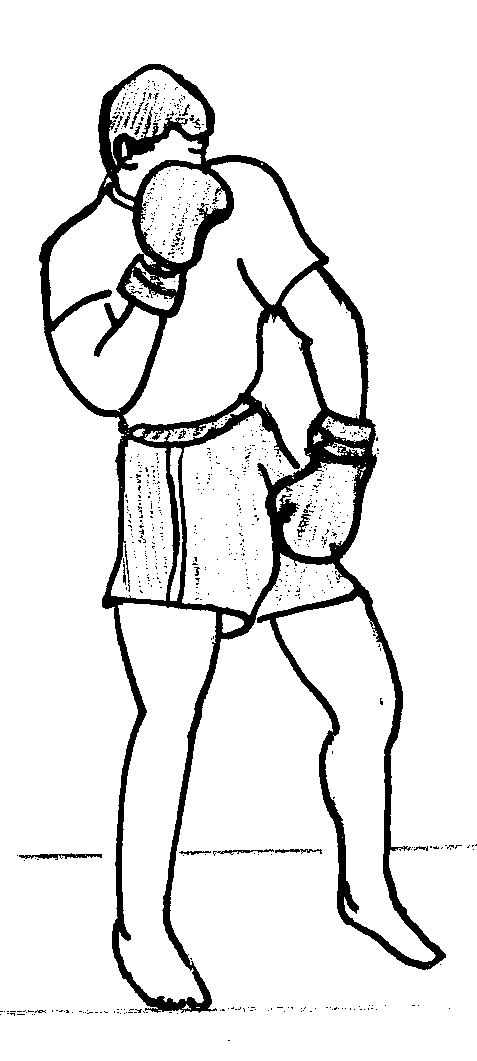
Guardia con sinistro basso.
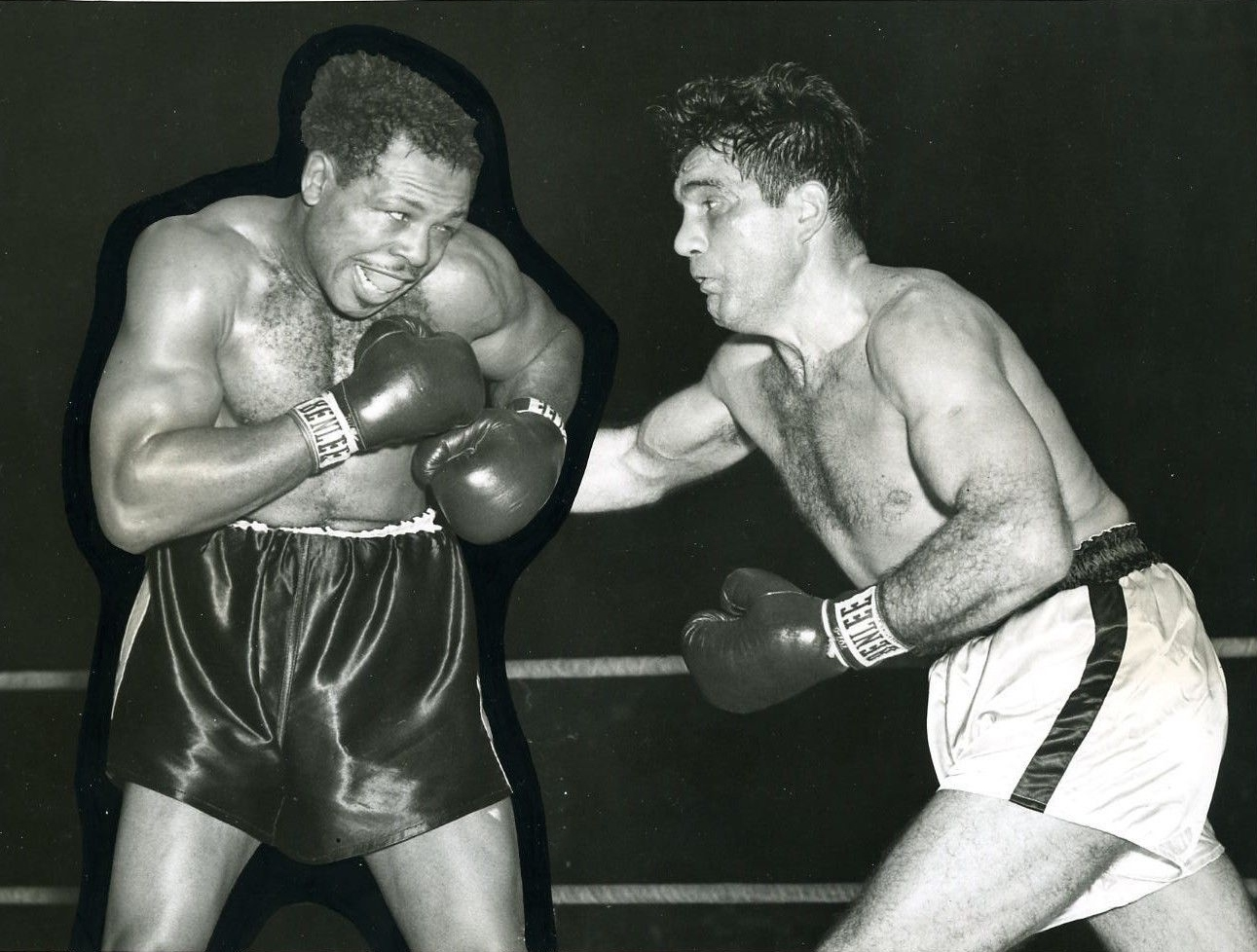
Stile Cross Arm, braccia incrociate (Archie Moore)
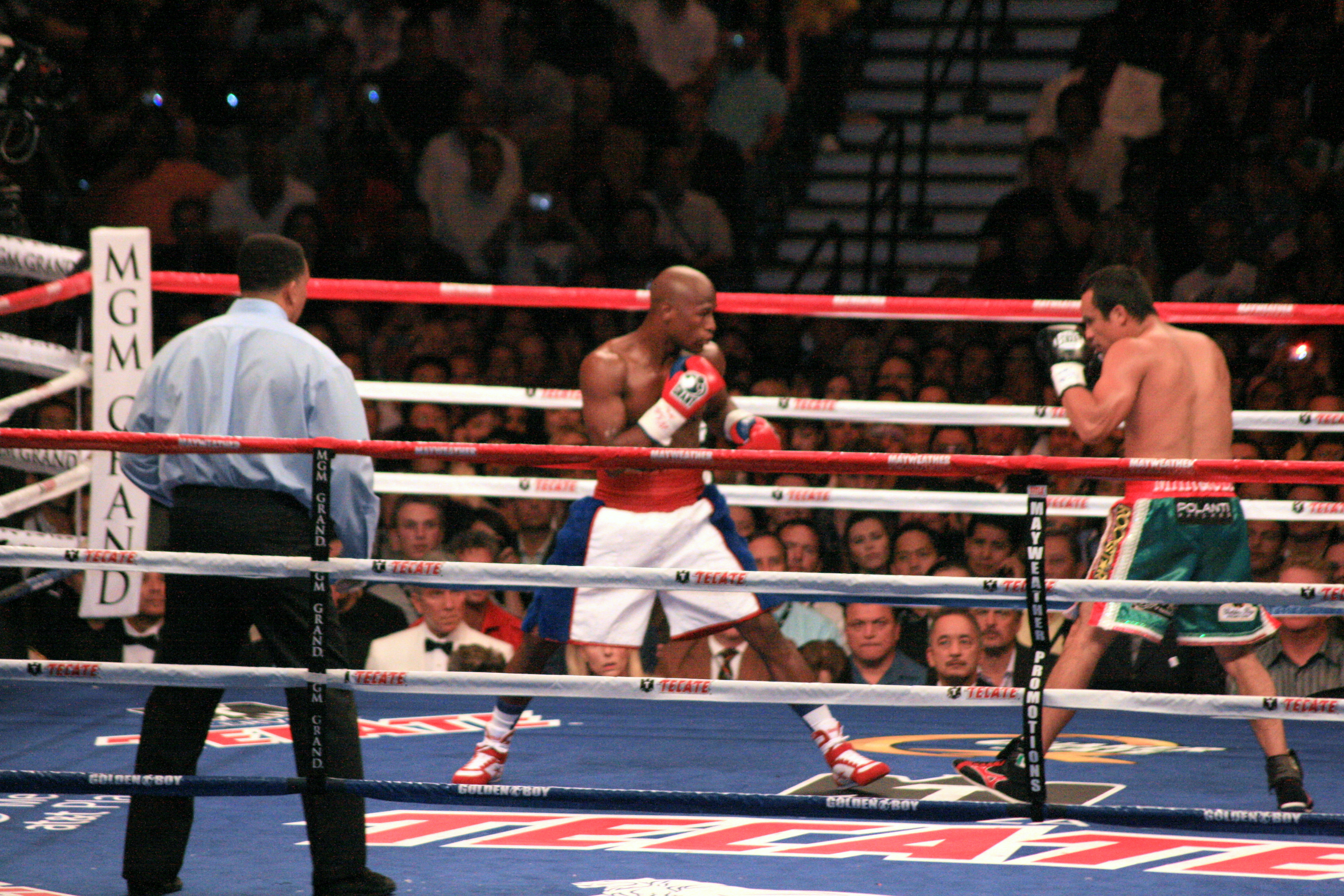
Stile Shoulder Roll (Floyd Mayweather Jr.)

- - Cross Arm Defense - Ne sono stati interpreti pugili fra loro diversissimi, come Archie Moore dinamico e veloce, o George Foreman statico e potente.
  - Shoulder Roll - Guardia laterale con sinistro basso e spalla di copertura. Facilita il colpo d'incontro, ma non è adeguata a un gioco stretto. La posizione è col sinistro basso, ma l'assetto è molto laterale, e la schiena inarcata[35].
- Guardia alta: (High Guard) - Guardia semi-frontale, o frontale, adatta per un atteggiamento aggressivo e nel gioco stretto. La testa è difesa dai guantoni, mentre si usano i blocchi di gomito per difendere la figura[35]. 
  - Guardia seduta (Sit Down) - Simile alla guardia alta, ma si usa in modo estensivo la tecnica dell'abbassamento per difendere la testa; a questo punto la figura è sostanzialmente irraggiungibile dall'avversario[35].
  - Peek-a-Boo - Combinazione e perfezionamento delle due precedenti, ideata dal maestro Cus D'Amato.

#### Variazioni della guardia
- Ogni guardia presa in considerazione, va definita anche in base alla postura della schiena[36]:

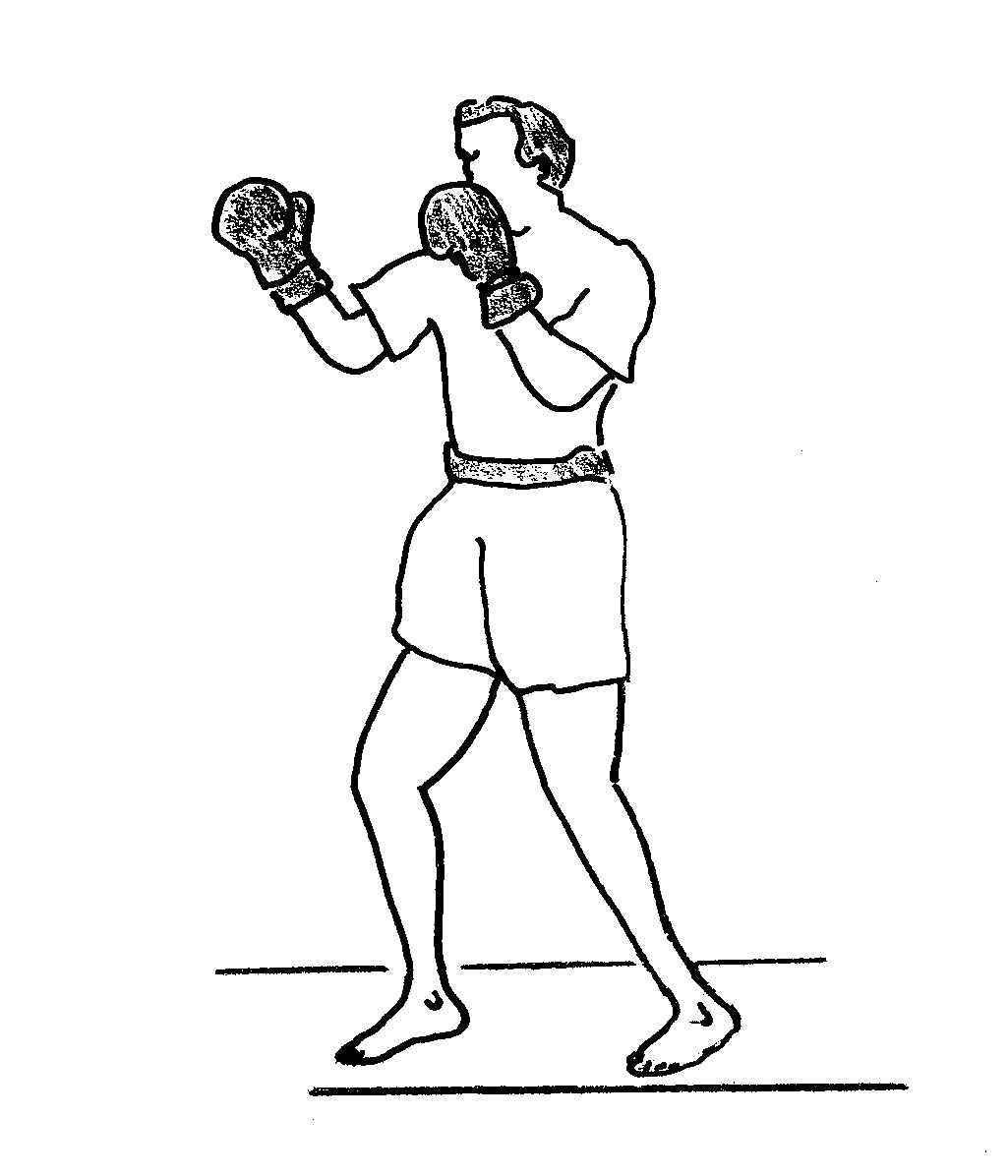
Eretta
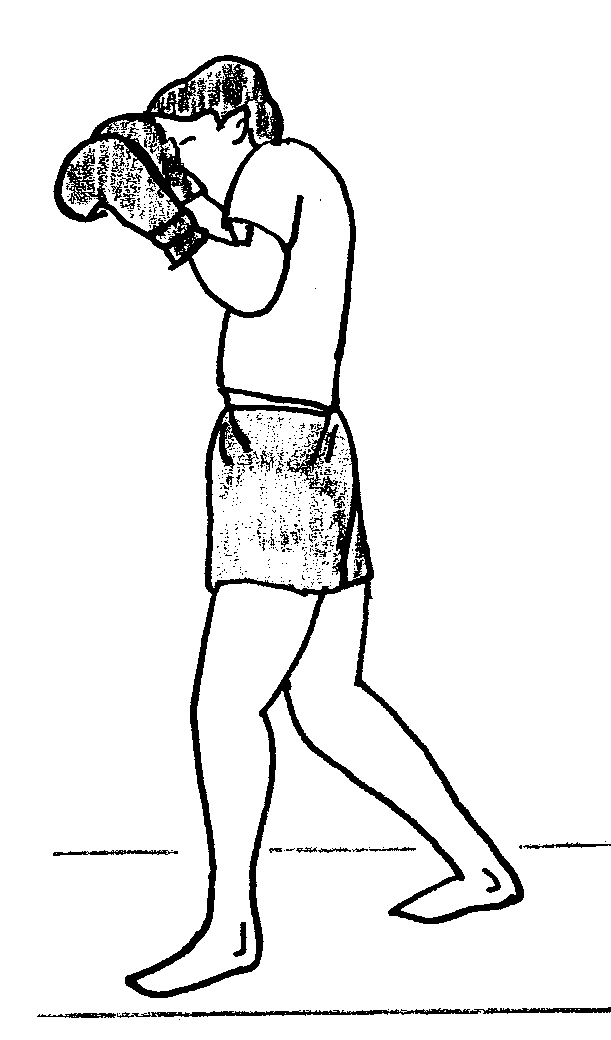
Semi eretta
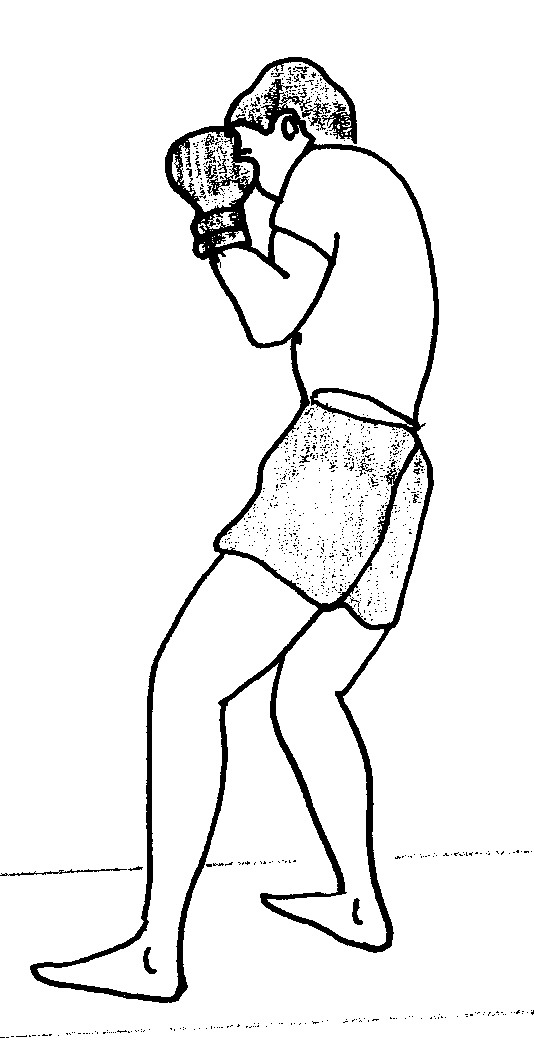
Accovacciata

Upright Stance (ossia posizione eretta) - Una guardia espressa a schiena eretta, uno stile adatto alla boxe di rimessa.
Semi Crouch (ossia semi accovacciato) - Una guardia espressa lievemente piegati; uno stile versatile ed equilibrato fra pregi e difetti.
Full Crouch (ossia pienamente accovacciato) - Una guardia espressa da incurvati, ingobbiti; uno stile adatto alla aggressione.
- Cambio Guardia (Shifting) - Durante l'approccio all'avversario è possibile cambiare guardia, anche ripetutamente. Il cambio guardia può essere una parte integrante del proprio footwork, può servire a disorientare l'avversario, a cambiare peso e potenza nei colpi (esempio: se prima il colpo risolutore era il destro, cambiando guardia diventa il sinistro), a trovare angoli scoperti, a non stressare i legamenti delle gambe. Ci sono degli spostamenti come: Passo obliquo, Passo completo, che se eseguiti dal lato destro (per un guardia normale: viceversa per un guardia mancina) richiedono di sapere eseguire un cambio guardia. Fare pratica nella guardia opposta è altresì utile allo scopo di migliorare le proprie capacità.

## Tattica
Con tattica si intende la capacità di concatenare e sfruttare al meglio le tecniche.

### Confronto con diversi stili
- Contro il longilineo - Muoversi su ambo i lati, prendere l'iniziativa e farsi sotto. Appena accorciata la distanza usare colpi circolari alla testa[37].
- Contro il brevilineo - Non eseguire passi indietro ma laterali, e lavorarlo sui fianchi. Preferire diretti e montanti. Gioco di gambe rapido. Sui diretti avversari: passo indietro e colpo d'incontro. Indietreggiare costantemente per tenersi alla lunga distanza. Opporre uno sbarramento di pugni: se va a segno, doppiarlo; se va a vuoto, eseguire un clinch[37].
- Contro raffiche di diretti sinistri - Tenere un baricentro basso, e muoversi sotto i diretti avversari. Schivare flettendo il busto lateralmente. Usare diversi colpi mirati alla figura[37].
- Contro il fabbro - Muoversi continuamente, non permettere all'avversario di piantarsi in terra e tirare bordate. Usare attacchi a sorpresa. Non fermarsi mai a scambiare sul posto, spostarsi via immediatamente. Girare pel ring in tutte le direzioni[37].
- Avverso l'incontrista - Incalzare continuamente l'avversario onde confonderlo e spezzare il suo ritmo, con un uso estensivo di finte. Allorché egli si scopre cercando di eseguire un colpo di incontro, pizzicarlo con un altro colpo d'incontro[37].
- Contro il mancino - Stimolare il suo attacco; girare sul suo lato cieco evitando la mano falsa. Posizionare il piede anteriore in fuori rispetto a quello dell'avversario. Usare il destro per proteggere testa e tronco. Pizzicare spesso col jab. Doppiare il diretto in attacco[37].

### Combinazioni

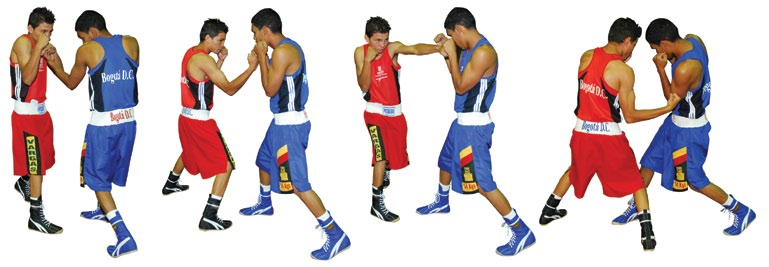
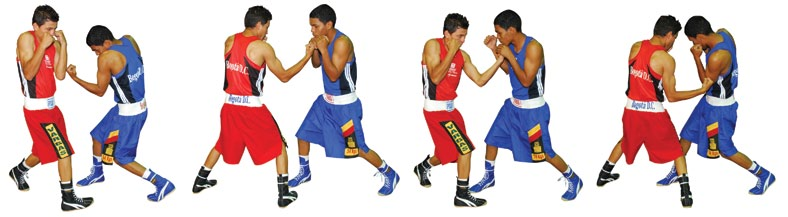
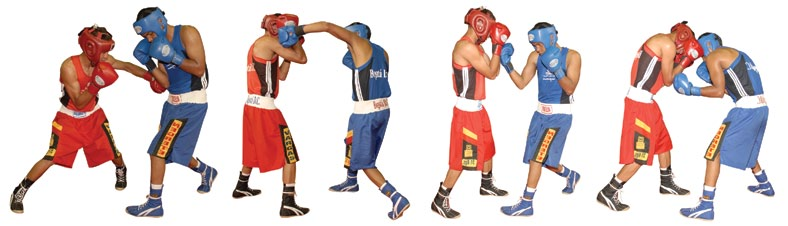

Le combinazioni, combos, o serie, sono una concatenazione di colpi portata in rapida successione. Va da sé che ogni pugile ha un proprio repertorio di combinazioni preferite. Ma nel complesso le combinazioni possibili sono moltissime; qui se ne potranno elencare soltanto alcune:
- Uno-due - La combinazione base: colpire prima con la mano guida, e subito dopo con l'altra, per poi ricominciare subito dopo.
- 1-1-2 - Primo sinistro di disturbo, diretto sinistro, diretto destro.
- 1-2-1 - Sinistro di disturbo, diretto destro potente, diretto sinistro a protezione della ritirata.
- 1-2-3-2 - Jab di disturbo, diretto destro forte, gancio sinistro, diretto destro forte[38]
- 1-2-5-2 - Jab sinistro, diretto destro, montante sinistro, diretto destro[38].

E così via. L'opportunità di impiegare il montante si verifica se l'avversario viene addosso. Mentre i diretti si possono variare nel mirare alla figura, anziché al volto. Si può cambiare assetto con un movimento perno durante, o terminata la serie. Terminata una combinazione, può essere opportuno coprire la ritirata con un diretto sinistro di disturbo.

### Difesa aggressiva
- Difesa attiva - Quando un avversario ha un maggiore allungo diventa difficile, o impossibile, operare una boxe di rimessa: bisogna necessariamente aggredire e farsi sotto. Perciò si eseguono finte, gioco di gambe, bob and wave, dempsey roll, ecc.

### Distanza
- Allungo, o Distanza (Range) - Mantenendo una guardia normale, la mano guida e la falsa difficilmente avranno lo stesso allungo. Per i colpi di disturbo la giusta misura è quella del sinistro (in guardia destra); mentre per i colpi decisivi la giusta misura è quella fra pugno destro (in guardia destra) e mento del contendente[39].
- Lunga distanza - Preferita dai pugili più alti e dal maggiore allungo; è la distanza alla portata della quale si arriva coi diretti[40].
- Media distanza - Alla media distanza i pugili hanno poco spazio per estendere i diretti, e così dovranno usare anche colpi circolari. È una distanza che richiede agilità e fiato, considerati i veloci e continui scambi[40].
- Corta distanza - Alla corta distanza i due pugili sono sostanzialmente a contatto, e potranno utilizzare praticamente soltanto colpi circolari. Questo stile è preferito dai pugili brevilinei ma potenti, ed è altresì atleticamente impegnativo[40].

### Disturbo
Il disturbo della offensiva avversaria si può operare con jab veloci, clinch, colpi di blocco.

### Finte e movimenti ingannevoli
Eseguire finte è fondamentale in una strategia di attacco; le finte hanno molteplici scopi: celare le proprie intenzioni con azioni diversive, e preparare la situazione per l'attacco principale, senza trascurare di difendersi.
Tipi di finte:
- Testa: Muovere la testa avanti ed indietro, o lateralmente[41].
- Occhi: Guardare l'addome od i piedi, anziché il volto[41] .
- Braccia: Eseguire dei diretti telefonati[42], solo come azione di disturbo[41].
- Busto: Muovere le spalle come se si dovesse lanciare un colpo, solo per stuzzicare l'avversario[41] .
- Gambe: Abbassarsi molto sulle gambe; oppure tenere una gamba ferma come un perno[41] .
- Bersaglio: Mirare ad un falso bersaglio per far scoprire l'avversario.

### Gioco di gambe, oFootwork
- Spostamento in asse - La decisione di rimanere nel proprio asse frontalmente all'avversario, o uscire da esso.
- Tagliare il ring - Talvolta definita anche come Ring IQ, è la capacità di portare a spasso l'avversario; ossia riuscire a mantenere posizioni di vantaggio, all'interno del quadrato, anticipando le contromosse del rivale. Un pugile capace di tagliare il ring potrebbe essere un tecnico come anche un fabbro; più che l'indole importa la efficacia nel mantenere l'avversario dove si vuole, con colpi di disturbo, finte, gioco di gambe, ecc.

### Provocazione / Invito

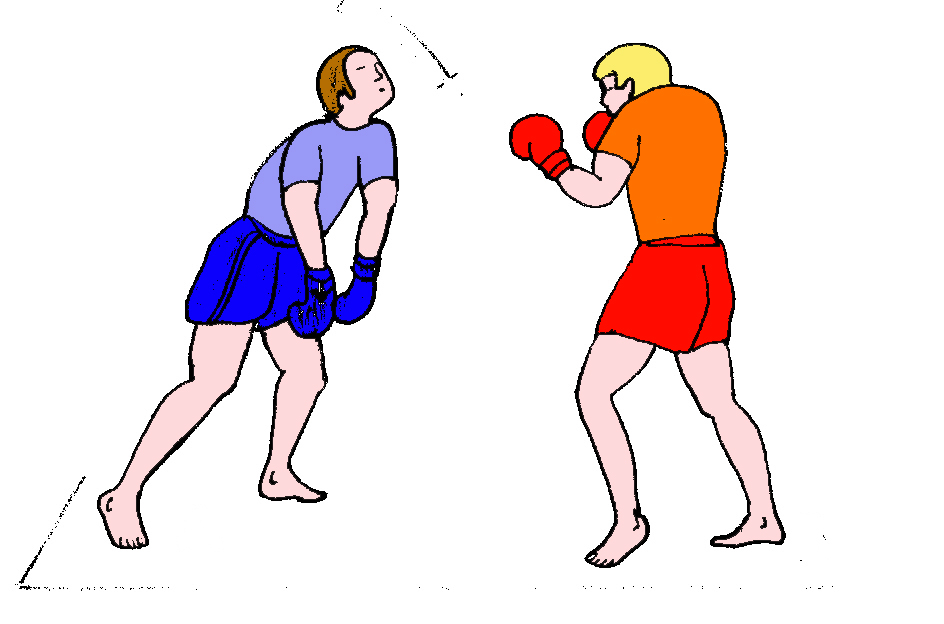
Invito a colpire: il volto fa da esca

È possibile stimolare una determinata reazione da parte dell'avversario, onde contrastarla in un modo predeterminato. Per ottenere ciò, è possibile esibirsi in un repertorio di provocazioni, o di inviti a colpire. Nell'invito a colpire si lascia volutamente scoperta una zona che si vuole sia colpita (ad es: lo stomaco, il fianco, il volto). L'avversario colpirà a vuoto aprendo la propria guardia ed esponendosi al contrattacco.

### Tempismo
(Henry Wadsworth Longfellow, citato in Boxing; a guide to the manly art of self defense.pdf pag18)

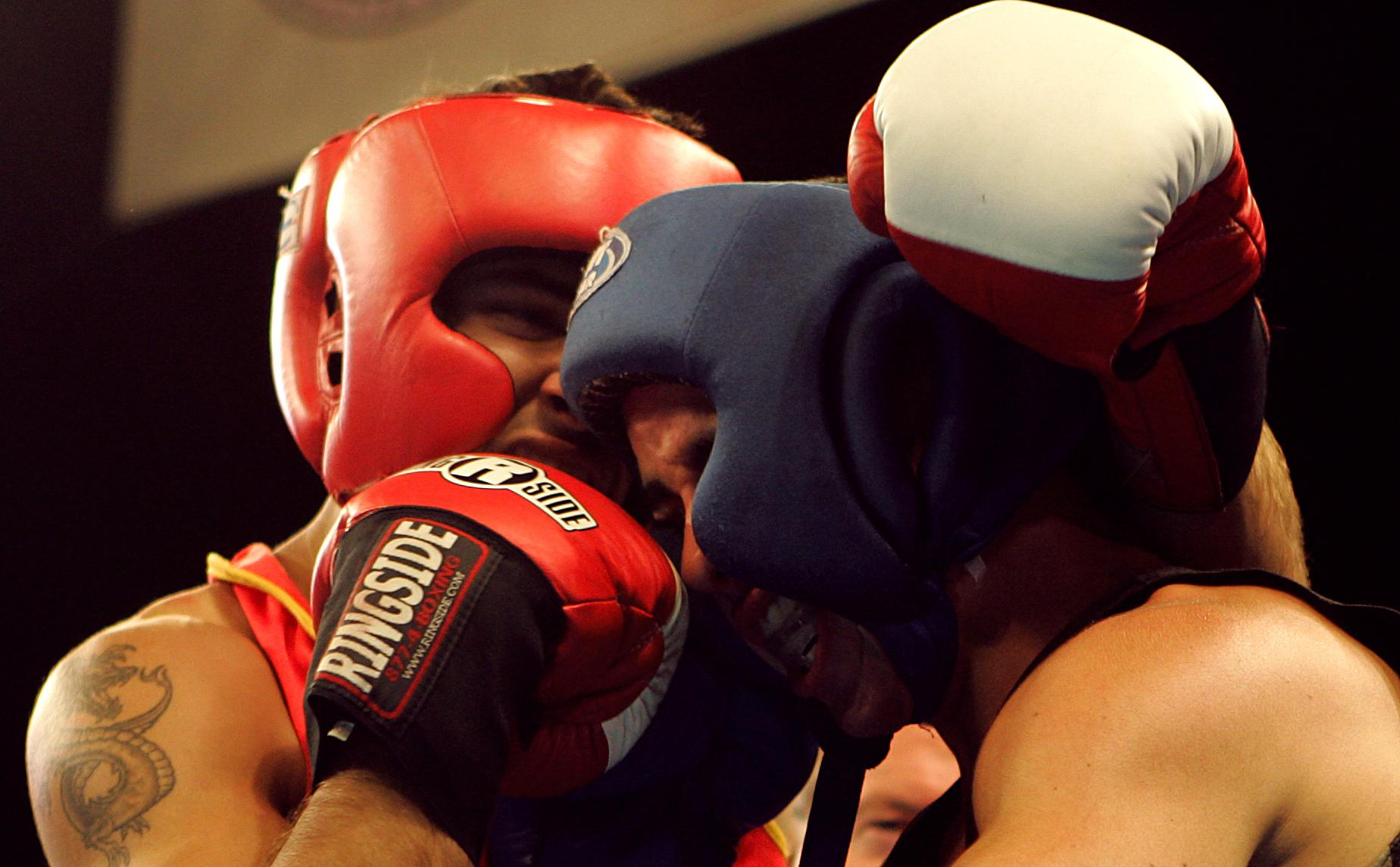
Clinch

- Clinch - Il clinch viene usato per bloccare l'iniziativa avversaria: per resistere alla sua offensiva, o per frustarlo e farlo innervosire. Può essere interrotto subito non appena si acquista un migliore assetto per colpire da una nuova posizione di vantaggio, se l'avversario ci casca e lo consente. Oppure si può aspettare l'intervento dell'arbitro: in questo caso si pratica per rifiatare, consci di dovere forse conteggiare delle penalità nel rapporto costi/benefici.
- Crochetage - Tecnica in qualche modo simile al clinch.

### Chiusura alle corde o all'angolo, e disimpegno

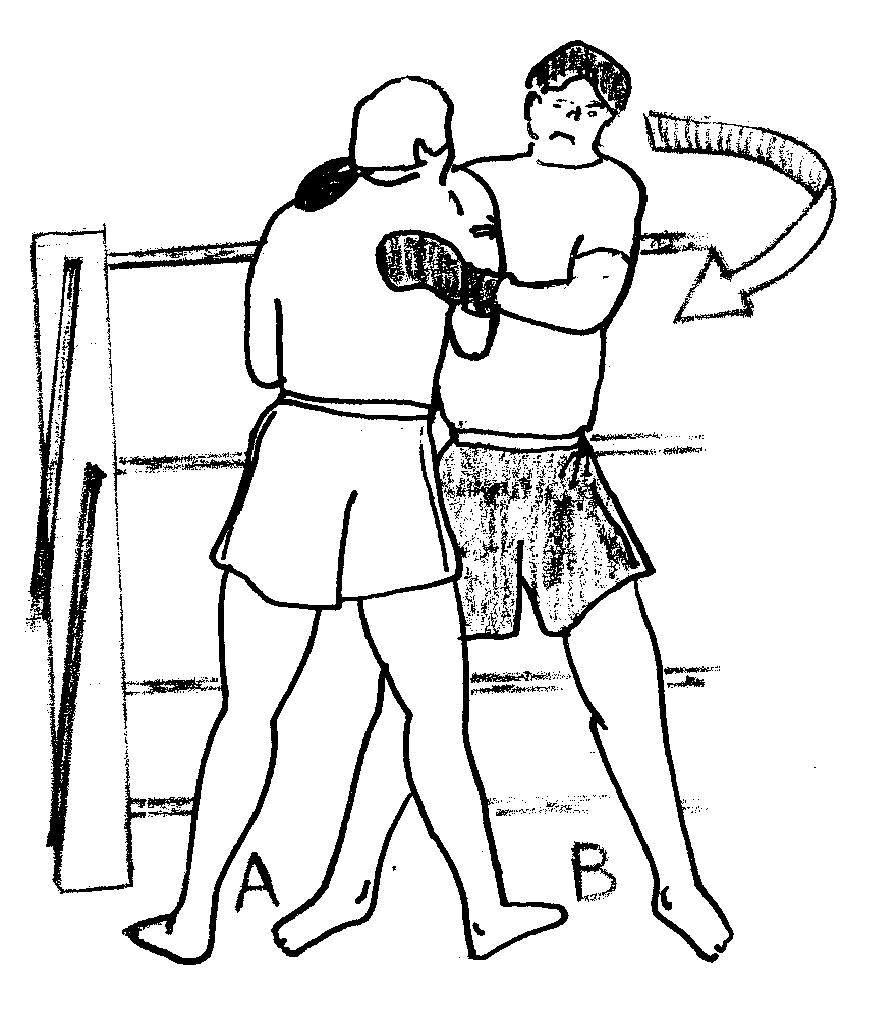
Disimpegno tramite uscita laterale

Una comune strategia è quella di inseguire l'avversario fino a chiuderlo all'angolo, o contro le corde, in modo da limitarne i movimenti. La contromossa è il disimpegno tramite una uscita laterale: si esegue un leggero clinch, per poi girare attorno all'avversario, facendolo ruotare.

## Altri colpi
In questa sezione si elencano tecniche inconsuete ma comunque notorie, vuoi per moda o per importanza storica. Molti colpi ideati dai campioni passati oggi sono dati per scontato; come i colpi di McCoy, o di Dempsey. Altri mancano di moderni interpreti, come quelli di Alì.
- Alì Shuffle - Particolare gioco di gambe impersonato da Muhammad Ali. Mentre si saltella tranquillamente di fronte all'avversario, improvvisamente: si perde l'assetto semiavanzato e, dalla posizione frontale, si eseguono velocissimi calci in avanti a gamba tesa, ma senza muoversi dal posto[43]. Questa tecnica serve a disorientare l'avversario, che non sarà più in grado di interpretare la direzione di guardia, né le intenzioni. Per risultare efficace occorre una notevole velocità di gambe, unitamente all'allungo, che caratterizzarono il pugile Alì.

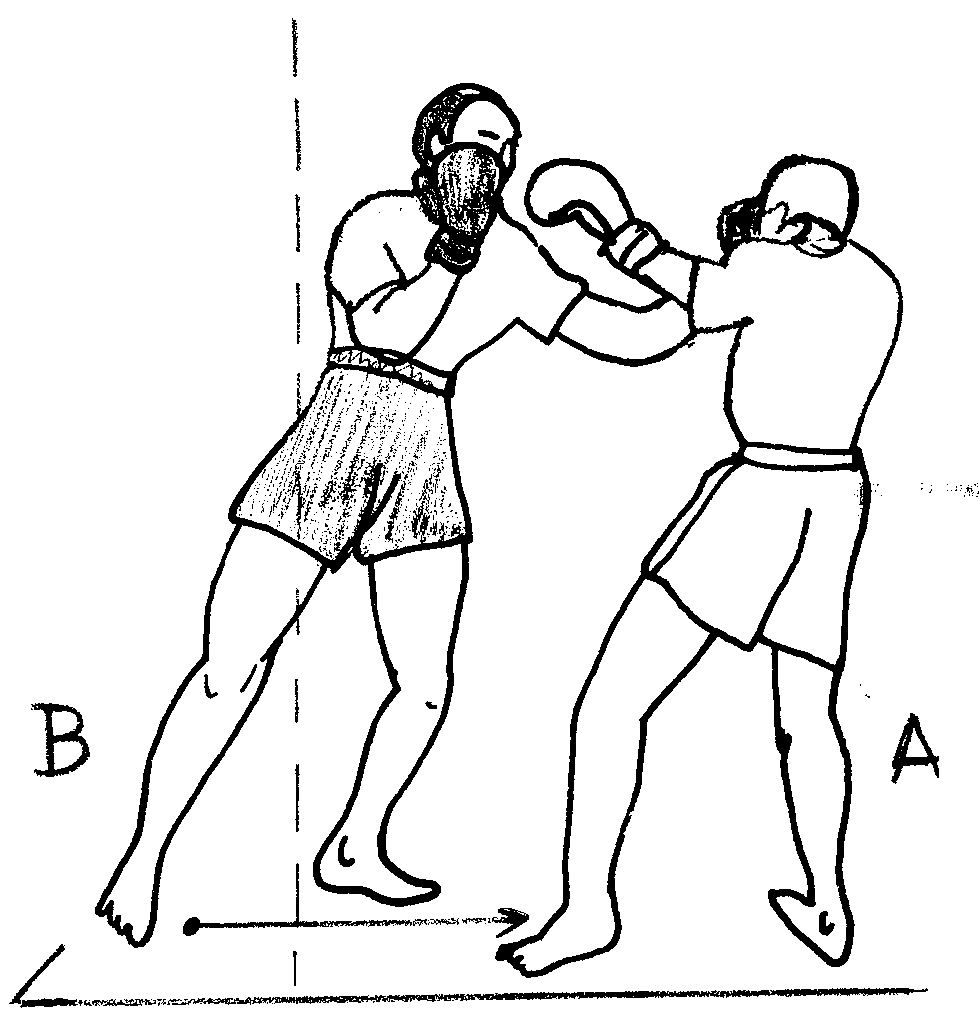
pugno Bolo

- Bolo punch - Colpo intermedio fra montante e gancio, con un movimento largo, eseguito a distanza.

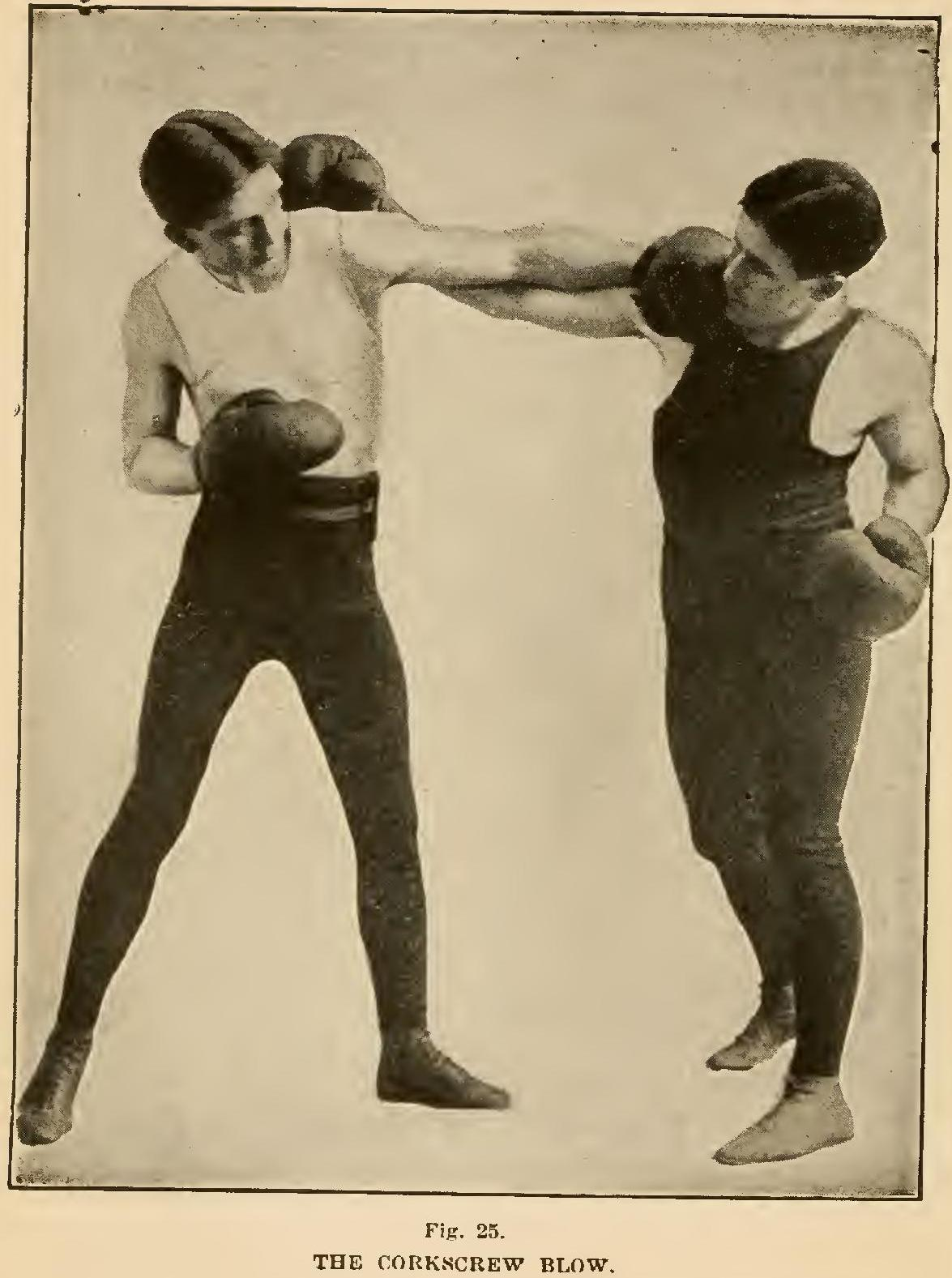
Corkscrew Blow

- Corkscrew Blow (letteralmente: colpo cavatappi) - Colpo da K.O. sviluppato da Kid McCoy. La tecnica del cavatappi consiste nello sfruttare la completa rotazione dell'avambraccio (coinvolgendo quindi anche spalla e polso) per lanciare diretti e/o ganci, preferibilmente al volto, dalla media distanza. Nella esecuzione del diretto, l'effetto cavatappi comporta che il braccio sia sostanzialmente parallelo al suolo, al momento dell'impatto.[44][45].
- Dempsey Roll - Tecnica ideata da Jack Dempsey. Simile a un movimento bob and wave ma più mobile, con meno affondo alle ginocchia, e gambe più larghe; la testa oscilla disegnando un otto in aria, mentre il baricentro basso facilita il portare ganci esplosivi alla figura[46].
- Double Shift (ossia: Doppio cambio di guardia) - Tecnica attribuita a Jack Dempsey. Cambiare guardia velocemente e ripetutamente consente di arricchire il proprio gioco di gambe, ottenendo potenza, freschezza, cambiare angoli e distanze.
- Falling step (letteralmente: passo che cade) - Un tipo di pugno di Jack Dempsey. Si esegue il diretto sinistro con mezzo passo in avanti: si impiega tutta la catena cinetica, ci si appoggia lievemente al piede avanzato, si abbassa lievemente il baricentro.
- Haymaker (gergale: falciata, mazzata) - Si tratta di un tipo di pugno non ortodosso, da rissa, assomigliante al Lariat. Si tratta di una sbracciata[47], si esegue facendo fare un largo movimento al braccio, senza usare il gomito, e senza curarsi di mantenere la guardia né di proteggersi. Colpo non regolamentare.
- Overhand - Variante di gancio. Un colpo circolare anomalo, non ortodosso. Si lancia da una posizione chiusa: testa bassa e schiena inarcata; anziché muoversi sul piano orizzontale, si dirige in sbieco verso il basso, o verso l'alto.
- Rope-a-dope (letteralmente: un cretino alle corde) - Tecnica resa famosa dal pugile Muhammad Ali; normalmente appoggiarsi volontariamente alle corde è vietato dal regolamento. Tuttavia è tollerato farlo se si sta sfuggendo ad assalti incalzanti. Questa tecnica mira a smorzare i colpi avversari onde poterne prendere di più senza danni, e sfiancare così l'avversario.